# Протесты в сквере Екатеринбурга (2019)
Протесты в сквере Екатеринбурга — массовые акции протеста в сквере на Октябрьской площади Екатеринбурга в марте — июне 2019 года. Протесты были направлены против строительства храма Святой Екатерины в сквере на этой площади. В марте — апреле 2019 года протест выражался в виде флеш-мобов («перекличек»). В связи с установкой строительного забора с 13 по 15 мая 2019 года в вечернее и ночное время в сквере шли столкновения с охраной строительной площадки и сотрудниками правоохранительных органов. В ходе протестных акций в мае 2019 года были задержаны около 100 человек.
О протестах журналист Иван Морозов сообщил Президенту России Владимиру Путину на форуме Общероссийского народного фронта. Путин предложил провести опрос среди жителей Екатеринбурга. После этого застройщик отказался от идеи строительства храма в сквере, а протестные акции в сквере прекратились. В октябре 2019 года был проведён опрос в Екатеринбурге, на котором была выбрана новая площадка для строительства храма.
К 2021 году были осуждены по различным статьям Уголовного кодекса Российской Федерации четыре человека, участвовавших в протесте в сквере Екатеринбурга. Кроме того, возбуждено уголовное дело о массовых беспорядках, по которому (по состоянию на ноябрь 2021 года) был привлечён один участник протестов (направлен на принудительное лечение в психиатрический стационар).

## Предыстория: выбор участка для строительства храма
Храм планировалось возвести на участке в границах улицы Бориса Ельцина — продолжения улицы Боевых Дружин — набережной Рабочей Молодёжи — Октябрьской площади. Фактически храм должен был расположиться на территории сквера на Октябрьской площади Екатеринбурга. На Октябрьскую площадь выходит только один малоэтажный многоквартирный жилой дом. Прочие постройки, выходящие окнами на Октябрьскую площадь, являлись нежилыми. Построить храм планировалось к 300-летию Екатеринбурга — к 2023 году.
На месте будущего строительства были проведены пробные раскопки (заложены семь археологических разрезов), чтобы изучить сохранность культурного слоя на Октябрьской площади, а также изучены архивные материалы. 30 августа 2018 года Управление государственной охраны объектов культурного наследия Свердловской области опубликовало заключение экспертизы, которое установило, что объектов культурного наследия не обнаружено, а слои XVIII — начала XX века были уничтожены в ходе сноса малоэтажной застройки в 1970-80-е годы и при планировании Октябрьской площади и парковой зоны.
В январе 2019 года стало известно, что прокуратура, рассмотрев жалобы противников строительства, не нашла в стройке нарушений закона.
На официальном сайте Екатеринбурга в период с 21 декабря 2018 года по 18 января 2019 года прошли обсуждения проекта строительства храма. Ранее, 12 февраля 2019 года, Екатеринбургская городская дума перевела этот участок земли из земли общественного пользования в территорию религиозного назначения. 15 февраля 2019 года власти города объявили, что за строительство храма на общественных слушаниях проголосовали 3107 из 3309 участников. В конце мая 2019 года активистка Анастасия Катакова рассказывала, что противники строительства храма в сквере не смогли мобилизовать своих сторонников на общественные слушания:

Мы призывали людей участвовать в общественных слушаниях, объясняли, как это сделать. Но это сложно: нужно в рабочее время прийти в администрацию, выполнить ряд действий. Ко всему прочему, это было в новогодние праздники. В итоге только 200 человек смогли пройти процедуру. И многим участникам через месяц пришёл ответ, что они не имеют права участвовать в слушаниях, потому что проживают не вблизи сквера.
Данные опроса, проведённого фондом «Социум» в начале 2019 года, показали, что большинство (41,1 % опрошенных жителей Екатеринбурга) положительно оценивало предстоящее строительство храма в сквере, 21,1 % — отрицательно, остальные — безразлично. Ещё выше поддержка строительства была среди жильцов близлежащих домов. 55,7 % опрошенных, проживавших в непосредственной близости от места будущего строительства, положительно оценили постройку храма именно в сквере на Октябрьской площади.
Поддержал строительство храма губернатор Свердловской области Евгений Куйвашев, который заявил на обсуждении его проекта следующее:

Бесспорно, одним из объединяющих культовых объектов должен стать собор Святой великомученицы Екатерины. Он будет не только подарком жителям, но и украшением Екатеринбурга: станет крупным культурно-просветительским центром, городской достопримечательностью, местом притяжения верующих, а также гостей уральской столицы

## Организаторы протестов

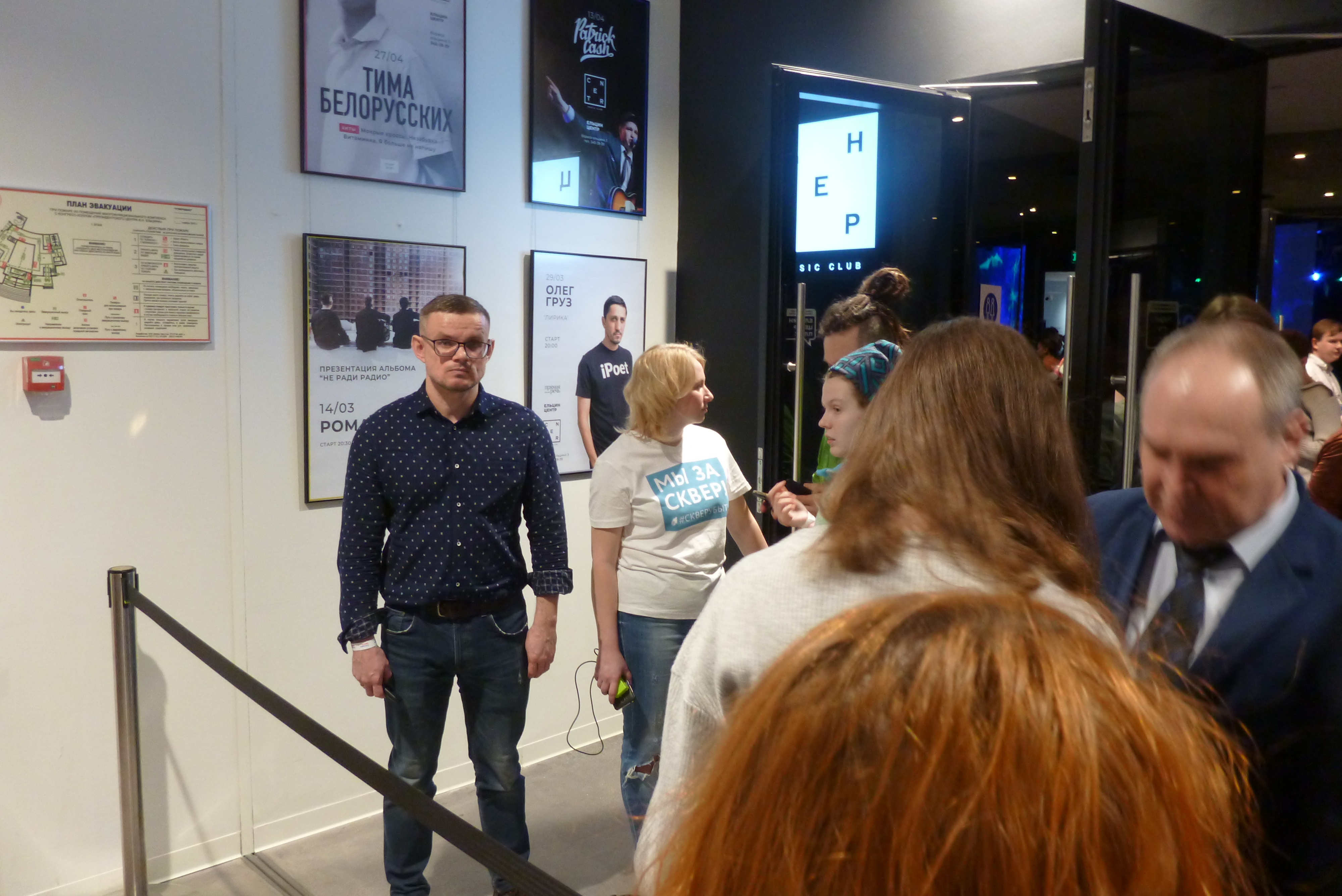
Начальник штаба Навального в Екатеринбурге Юрий Кузьминых осуществляет фейс-контроль на входе в клуб Center, Ельцин-центр, где проходит концерт за сквер, 16 марта 2019 года

Значительную медийную поддержку мирным акциям, направленным на сохранение сквера, оказывал паблик движения «Парки и скверы Екатеринбурга» (созданный в 2017 году). Его администраторами на тот момент были Анна Балтина (Смышляева) и Анастасия Катакова (Бородинова). Ряд изданий обратили внимание на тот факт, что ранее несколько проектов некоммерческой организации «Парки и скверы Екатеринбурга» были профинансированы компанией «Атомстройкомплекс». По заявлениям самой Анны Балтиной, со ссылками на финансовый отчет организации «Парки и скверы Екатеринбурга», совместные проекты с компанией «Атомстройкомплекс» действительно ранее проводились, но не имели отношения к акциям в поддержку движения за сохранение сквера, финансирование которых осуществлялось за счет пожертвований от жителей Екатеринбурга.
«Московский комсомолец» отметил, что фактическим организатором движения «Скверубыть» стал Штаб Навального в Екатеринбурге. Штаб Навального участвовал в переговорах с властями. Так, по словам Леонида Волкова, екатеринбургский штаб Навального сделал для движения «Скверубыть» больше, чем кто-либо.
4 марта 2019 года в программе «Навальный Live» Алексей Навальный позвал своих сторонников выйти на «Перекличку» и объявил следующее:

Сейчас в Екатеринбурге это все вышло уже давно за формат противостояния «Хотят отнять сквер, хотят построить храм». Это прямо уже противостояние какого-то адского мракобесия и нормальных людей
Перед «Перекличкой» в сквере, назначенной на 7 апреля 2019 года, на сайте штаба Навального в Екатеринбурге было размещено обращение ко всем желающим прийти за листовками против строительства храма (их предлагалось раздавать на улицах или раскладывать по почтовым ящикам).
В журналистском расследовании «Комсомольской правды» отмечалось, что штаб Навального в Екатеринбурге помогал Анне Балтиной организовать протест: сообщение «Парков и скверов Екатеринбурга» с призывом выйти на майскую акцию протеста было перепощено штабом Навального в Екатеринбурге. Начальник штаба Навального в Екатеринбурге Юрий Кузьминых 24 мая 2019 года участвовал в переговорах с Администрацией Екатеринбурга.
После завершения протестов сотрудники штаба Навального вызывались на допрос в качестве свидетелей по делу о массовых беспорядках. Так, в начале 2020 года на допрос была вызвана бывшая сотрудница штаба Навального Полина Грейсман. Также в Екатеринбург специально приехал для того, чтобы участвовать в протесте против строительства храма бывший начальник штаба Навального в Магнитогорске Тимофей Филатов, который во время съёмки видео для паблика «Бузотеры» был задержан полицией и получил 15 суток административного ареста за повторное в течение года нарушение порядка участия в уличной акции.

## Численность участников протестов
В СМИ были разные оценки численности участников протестов:
- На акции 13 мая 2019 года — около 2 тысяч участников (оценка «Коммерсантъ»[19] и РБК[20])
- На акции 14 мая 2019 года — 1,5 — 2 тысячи участников (оценка «Нового дня»[21], РБК проводил оценку — 2 тысячи[20]);
- На акции 15 мая 2019 года — 3 — 5 тысяч участников (оценка Znak.com)[22], 4 — 5 тысяч человек (оценка «Коммерсантъ»[19]).

Чиновник Аппарата губернатора Свердловской области Дмитрий Попцов привёл оценку «суммарной» численности участников майских протестов — 10 тысяч человек.

## Численность защитников стройки
Защиту стройки осуществляли сотрудники частного охранного предприятия, Росгвардия, а также полиция. Также в ночь с 13 на 14 мая 2019 года в разгоне протестующих участвовали спортсмены ряда клубов (СМИ идентифицировали позднее 19 спортсменов).

## Переклички в марте — апреле 2019 года
В марте — апреле 2019 года в сквере прошли массовые флеш-мобы по определённым дням — «Переклички». Об этих акциях их участников движение «Парки и скверы Екатеринбурга» оповещало заранее.

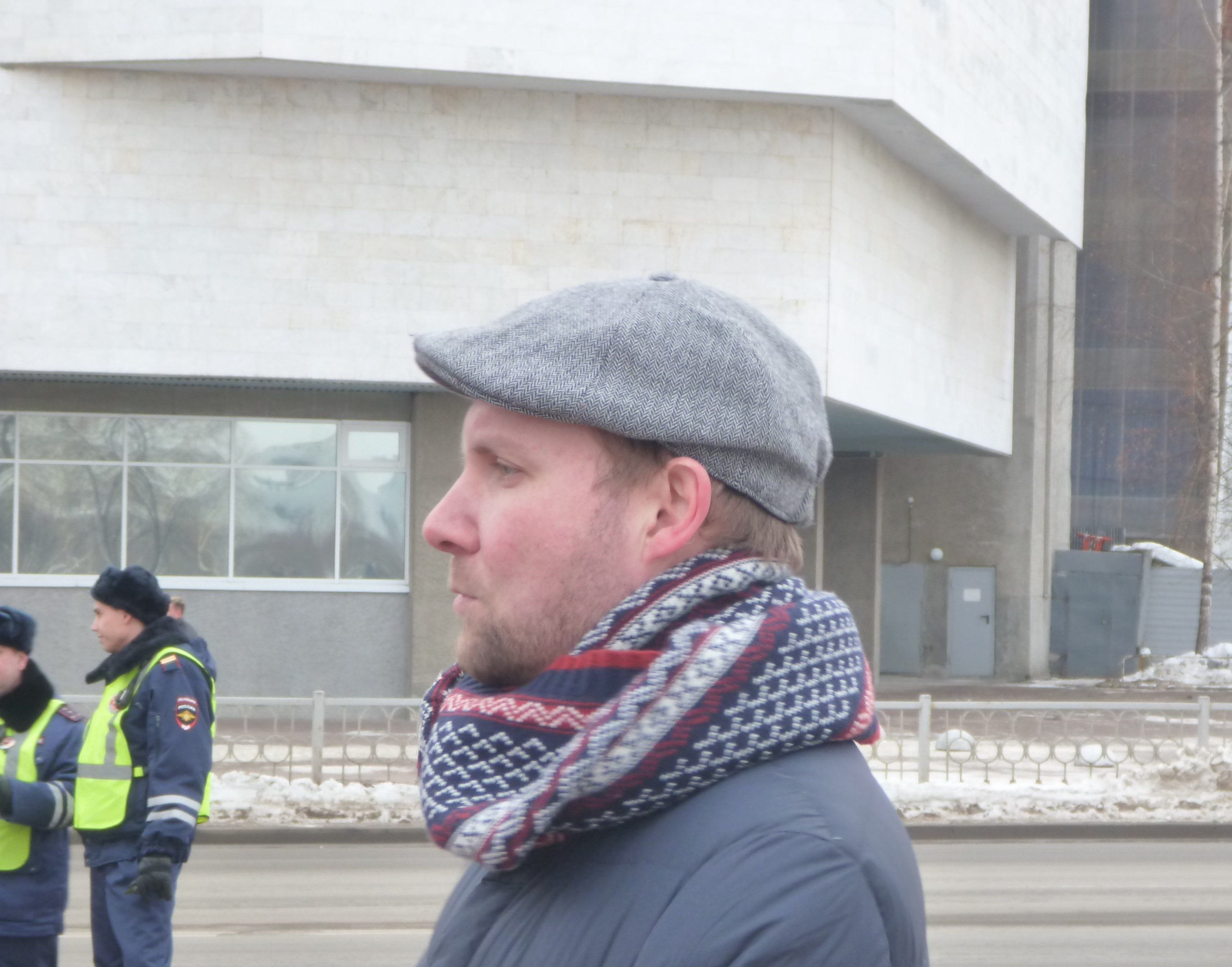
Дмитрий Москвин на перекличке в сквере, 2 марта 2019 года

2 марта 2019 года в сквере прошла «Перекличка», в которой приняли участие от 500 человек (по словам местного жителя Александра Андреева) до 1500 человек (по словам активиста Дмитрия Москвина). На «Перекличке» волонтёры штаба Навального собирали подписи против вырубки деревьев для строительства храма. Корреспондент Znak.com оценил число собравшихся на «Перекличку» примерно в 600 человек.
Анна Балтина сообщила СМИ, что 7 апреля 2019 года в сквере с 16 часов пройдет «Перекличка». Накануне «Переклички» 6 апреля 2019 года Балтина дала интервью СМИ, охарактеризовав ситуацию следующим образом: «Это уже не спор о месте для храма, это гражданская война».
Во второй «Перекличке» 7 апреля 2019 года приняли участие около 2—3 тысяч человек. Собравшиеся, взявшись за руки, «обняли» сквер — обошли его по кругу и скандировали: «Мы за сквер!».

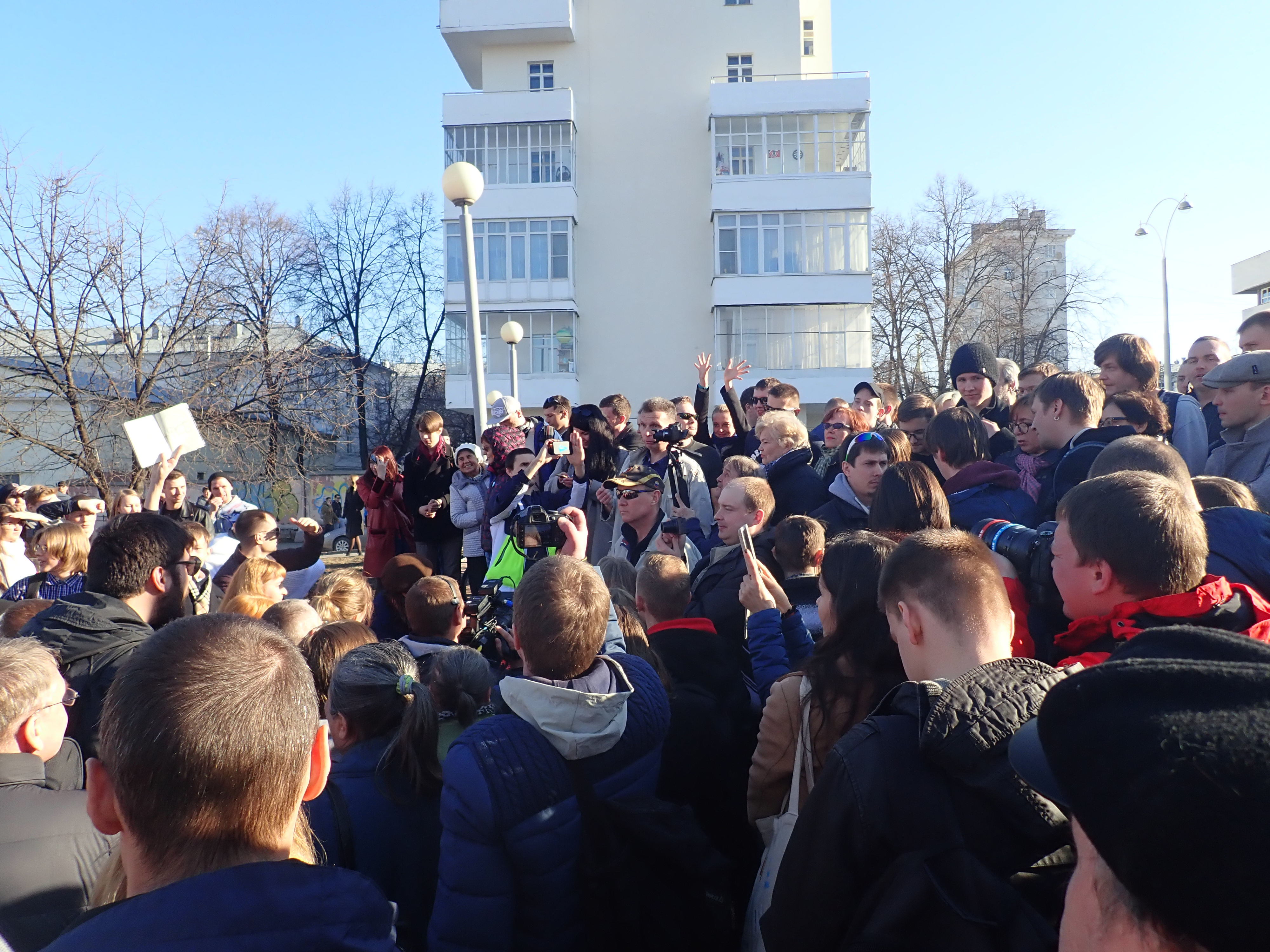
Толпа вокруг Иннокентия Шеремета на перекличке 7 апреля 2019 года

Во время акции были споры со сторонниками строительства храма. В частности, журналист Иннокентий Шеремет (сторонник строительства) вёл дискуссию с Виктором Норкиным, бывшим семинаристом. Шеремета окружила толпа (около 250 человек)и кричала ему: «Пошёл вон!». На той же акции к собравшимся вышел музыкант группы «Чайф» Владимир Шахрин. На акцию 7 апреля 2019 года (хотя организаторы просили не брать наглядную агитацию) пришли представители «Левого фронта» с транспарантом за сквер. Полиция акцию не пресекала.
Помимо акций в сквере в Ельцин-центре 16 марта 2019 года «Парки и скверы Екатеринбурга» провели бесплатный концерт. По словам Анны Балтиной, площадку бесплатно предоставил Ельцин-центр, но организаторам пришлось заплатить около 50 тысяч рублей (обязательная охрана и иные статьи расходов). На концерте, по словам одной из активисток было собрано 3 тысяч подписей против строительства храма в сквере.
Также группа из 8 пастафарианцев во главе с Ярославом Ширшиковым провела 16 марта 2019 года пародийный «молебен» в сквере с дуршлагами на головах, представив его полиции как одиночный пикет.

### Ответные акции сторонников строительства храма
17 марта 2019 года сторонники строительства храма провели на Октябрьской площади коллективный молебен. По оценке представителей Екатеринбургской епархии в молебне приняли участие около 8 тысяч человек. Среди участников молебна были митрополит Екатеринбургский и Верхотурский Кирилл, губернатор Свердловской области Евгений Куйвашев, бизнесмены Игорь Алтушкин и Андрей Симановский и депутаты, а также московские артисты (Сергей Безруков, Алексей Чадов, Егор Пазенко, Михаил Пореченков и Михаил Галустян). Присутствовали также уральские деятели культуры: музыканты группы «Чайф» Владимир Шахрин и Владимир Бегунов, исполнитель шансона Александр Новиков.
На соседних улицах стояли несколько десятков автобусов, которые привезли участников молебна из других городов Свердловской области (в основном из мест присутствия УГМК). Многие верующие пришли добровольно.
Противники строительства храма во время молебна организовали одиночные пикеты. На плакатах некоторых активистов предлагалось либо не строить храм в Екатеринбурге, либо возвести его на месте Ельцин-центра (эту идею некоторые сторонники строительства поддержали — подписями на плакате).

## Протесты в мае 2019 года
Толчком к началу майской волны протестов стало появление в сквере временного строительного ограждения. В ночь на 13 мая 2019 года в сквере установили строительное ограждение. Утром 13 мая 2019 года Алена Смышляева (сестра Анны Балтиной) увидела это ограждение, проникла за него и залезла на дерево в сквере. Смышляеву сняли сотрудники Росгвардии и доставили в полицию, где на неё составили протокол об административном правонарушении.
В дальнейшем с 13 по 15 мая 2019 года в сквере проводились массовые протестные акции. Все акции (13, 14, и 15 мая 2019 года) начинались в вечерние часы.
Вечером 13 мая 2019 года в сквер пришло около двух тысяч протестующих. Они сломали временное ограждение Строительную площадку защищали сотрудники частной охранной компании «РМК-Безопасность», а также бойцы Академии единоборств Русской медной компании. По данным президента Академии Ивана Штыркова (он был в сквере в ту ночь) от Академии участвовало не более 10 человек. Около 11 вечера группа спортсменов с криками «Мы за храм!» принялась разгонять собравшихся противников строительства. Также стройку защищали представители иных спортивных клубов:
- «Архангел Михаил»;
- «Ратиборец»;
- «Бест Файтинг».

В декабре 2019 года СМИ идентифицировали 19 спортсменов, которые принимали участие в разгоне протестующих в ночь с 13 на 14 мая 2019 года.
Полиция вмешиваться не стала. Впрочем полицейские попытались остановить одного из спортсменов — бывшего тренера клуба «Патриот» Игоря Черноскутова. Однако Черноскутов применил силу к начальнику отдела охраны общественного порядка полиции Екатеринбурга Александру Кашигину. Черноскутова взяли под руки двое полицейских, но спортсмены подняли забор и забрали Черноскутова за ограждение. Кашигин попытался безуспешно найти Черноскутова за забором, но не смог.

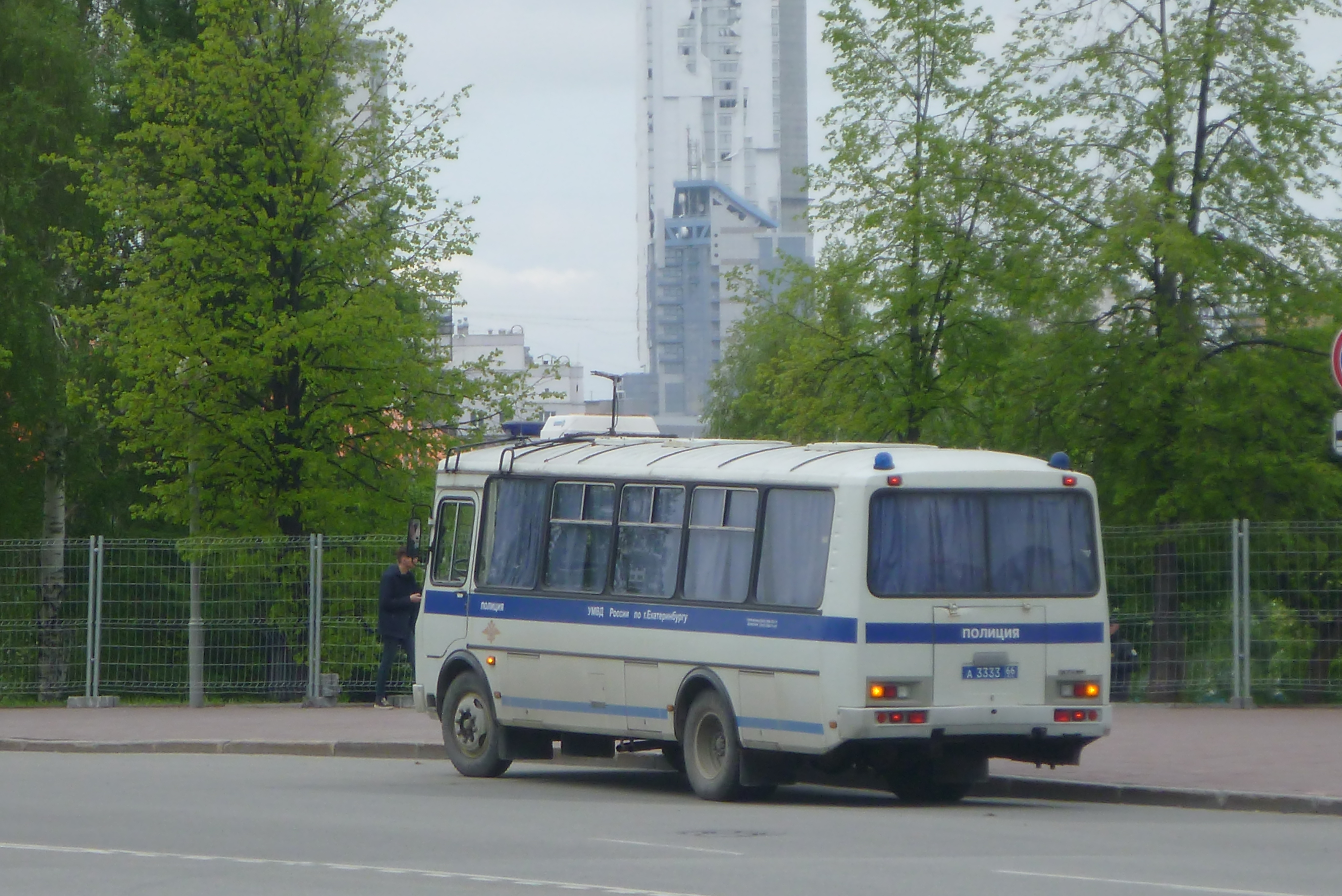
Полицейский автобус у ограждения в сквере (на улице Бориса Ельцина), Фото сделано 14 мая 2019 года между 16 и 17 часами дня

14 мая 2019 года к месту строительства также пришли около 2 тысяч человек, которые устроили стычки с ОМОН, в результате чего были задержаны более 20 человек. Протестующие начали собираться около 18 часов 14 мая 2019 года, а последние участники были разогнаны уже за полночь
Протестующие вновь несколько раз пытались повалить строительный забор. Протестующие вырвали кусок забора и выкинули в реку. Участники протестов жгли газовые баллоны, бросили дымовую шашку, закидывали охрану площадки яйцами, плевали в неё. На этот раз стройку защищала полиция. В ответ на попытки подростков крушить забор силовики били по ограждению дубинками. Одного из активистов сотрудники Росгвардии показали медицинским работникам, он принял лекарство и вернулся в ряды протестующих. С полицией то фотографировались и разговаривали, то кидали в неё рулоны туалетной бумаги. В половине первого ночи ОМОН начал выдавливать уже уменьшившуюся толпу из сквера. В ответ участники протеста перекрыли улицу Бориса Ельцина и потребовали убрать забор, обещая разойтись.
Алена Смышляева написала о второй ночи протестов так:

Рада, счастлива была всех видеть сегодня вечером! Я такой интересной движухи давно не наблюдала! Сегодня у нас были «весёлые старты» с ОМОНом и соревнование по перетягиванию и скоростному разбору забора!
В ходе второй ночи протестов также группа молодых людей прыгала под речёвку «Кто не скачет, тот за храм!». Видео этих прыгающих людей вызвало в социальных сетях аналогию с евромайданом.

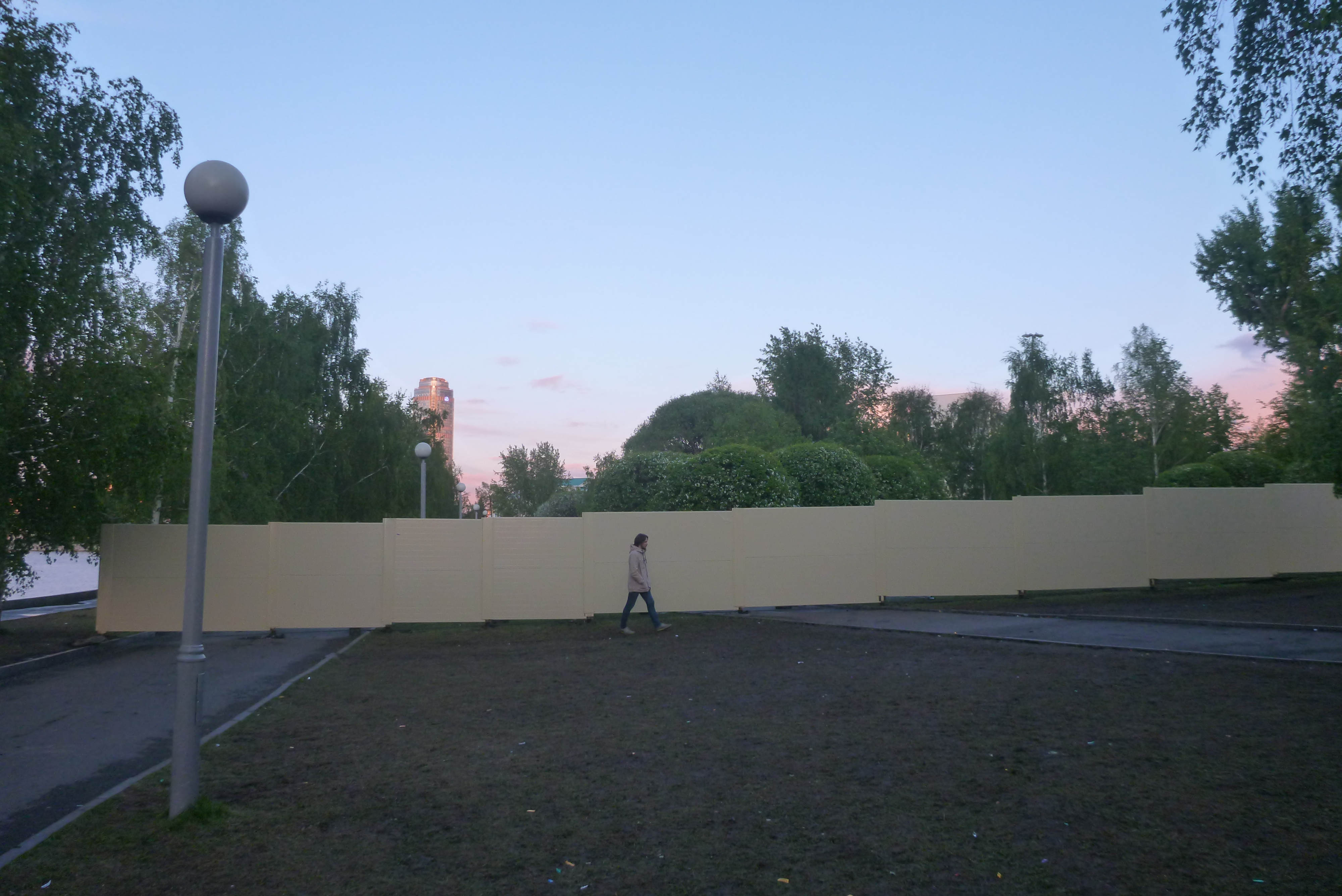
Постоянный строительный забор в сквере Екатеринбурга, установленный 15 мая 2019 года

Утром, 15 мая 2019 года в сквере был установлен постоянный забор. 15 мая 2019 года в сквере прошёл ночной флеш-моб против строительства храма, за эти вечер и ночь полиция задержала уже 70 человек. Протестующие собрались в седьмом часу вечера, у забора взрывали петарды и дымовые шашки, ОМОН всех разогнал с площади в 2:30 ночи 16 мая 2019 года. Общая численность протестующих составляла около 4 — 5 тысяч человек. Данных о том, что постоянный забор 15 мая 2019 года протестующие пытались повалить, в СМИ не приводилось.

### Переговоры с властями
В мае 2019 года прошли переговоры властей Екатеринбурга и Свердловской области, а также застройщика с представителями протестующих. Анна Балтина передала список представителей противником строительства омбудсмену Татьяне Мерзляковой, которая оставила в списке только правозащитников (журналисты и политики в итоговый список не попали).
В ходе переговоров губернатор отказался остановить стройку. Глава области и представители городской администрации предложили противникам стройки храма выбрать любое общественное пространство и благоустроить его.
До вопроса Путину к протестующим в сквере на разговор не выходил ни один сторонник строительства (кроме священника Максима (Миняйло), который разговаривал с толпой ежедневно).
После вопроса Путину к протестующим стали приходить представители власти. В сквер вышел глава Екатеринбурга Александр Высокинский, но его не стали слушать и ему пришлось спасаться от разъярённой толпы, которая кричала: «Позор!», «Референдум!», «Мы вас не выбирали!». Также в сквере разговаривали с протестующими депутат Законодательного собрания Свердловской области Вячеслав Вегнер (избранный от КПРФ, но позднее исключённый из партии сторонник строительства храма), а также депутат Государственной думы Российской Федерации от «Единой России» Андрей Альшевских.

### Вопрос о сквере на пресс-конференции Путина и отказ от строительства храма на Октябрьской площади
15 мая 2019 года пресс-секретарь Путина Дмитрий Песков осудил нарушение закона протестующими. 16 мая 2019 года Песков лично позвонил в компанию-застройщик и затем заявил:

Информация о том, что храм является лишь составной частью большого плана застройки и что там предусмотрены здания и центры, не соответствует действительности
16 мая 2019 года журналист «Вечерних ведомостей» Иван Морозов на медиа-форуме Общероссийского народного фронта задал вопрос Владимиру Путину о сквере:

Наверное, сейчас вся страна следит за событиями в Екатеринбурге, где уже третий день происходит противостояние жителей и сотрудников ОМОН. Жители протестуют против строительства храма на берегу городского пруда на территории сквера… Собираются строить храм, при этом вырубить часть деревьев в скверах, которые горожане очень любят. Власть говорит, что всё согласовано. Жители против. Ни те, ни другие друг друга не слышат, ситуация в итоге совершенно дикая. Уже третий день с семи вечера до раннего утра перетягивают забор, которым оградили сквер. Для стройки забор летит в реку. Они друг друга провоцируют.
Что Вы думаете об этой истории, возможен ли в ней компромисс, пока найти его ещё не поздно?
Путин уточнил не являются ли протестующие безбожниками и, получив отрицательный ответ Морозова, высказал следующую позицию:

Вы знаете, я об этом услышал, и то мельком, только вчера, немножко даже удивился, не понял, что там происходит. Это ваша, чисто региональная, история. Как правило, люди просят, чтобы храм построили, а здесь кто-то возражает. Но все имеют право на собственное мнение, и если речь идёт о жителях этого микрорайона, то, безусловно, нужно это мнение учесть. А как же? Если речь идёт не о записных активистах из Москвы, которые приехали для того, чтобы там пошуметь и себя попиарить, а если речь идёт о местных жителях, то, конечно, это нельзя не учитывать. Я думаю, что храм должен объединять людей, а не разъединять. Поэтому с обеих сторон нужны какие-то шаги, для того чтобы решить этот вопрос в интересах всех людей, которые там реально проживают. Есть простой способ: провести опрос, и меньшинство должно подчиниться большинству. Вот в этом и состоит принцип демократии. Но при этом, безусловно, нужно учесть и мнение, и интересы этого меньшинства.
В данном случае что можно сделать. Вот вы сказали, предполагается снос деревьев и так далее. Ну, пусть тогда инвесторы, или кто там собирается строить, это городские власти или частные инвесторы, я даже не знаю, пусть они тогда обеспечат, чтобы в нужном для людей месте, где-то рядом совсем, был высажен другой лес. Чтобы не меньше стало деревьев, а больше. Чтобы там разбили сквер, в котором люди нуждаются, там, может быть, мамочки с колясками хотят с детьми погулять.

Это, понимаете, нужно не перетягивать канат и не ругаться друг с другом, а сесть и договориться. А городские власти, региональные власти должны заниматься именно этим: найти оптимальное для проживающих там людей решение.
Сразу после выступления Путина стройку остановили и массовые протесты прекратились. Утром 17 мая 2019 года, в СМИ сообщили со ссылкой на главу Екатеринбурга Александра Высокинского, что стройку приостановили до окончания опроса. Затем был проведён опрос ВЦИОМ и уже 22 мая 2019 года в СМИ было опубликовано заявление губернатора Евгений Куйвашев: храм в сквере строить не будут, а подыщут другую площадку.
20 мая 2019 года стало известно, что митрополит Екатеринбургский Кирилл обратился к Фонду Святой Екатерины с просьбой убрать строительный забор из сквера.
Строительный забор убрали, а 26 мая 2019 года представители Фонда Святой Екатерины провели на месте намечавшейся стройки субботник: разровняли землю и посадили траву.

## Протесты в июне 2019 года
4 июня 2019 года в сквере юрист Иван Волков провёл пикет, который власти предварительно не согласовали. Акция прошла под дождём. Пять человек (включая Волкова) были задержаны — на всех составлены протоколы об административных правонарушениях по статье 20.2 КоАП РФ (на Волкова по части 2, а на остальных по части 5). На следующий день, 5 июня 2019 года, Волков был арестован судом на 9 суток.

## Социальный состав участников протеста
Среди задержанных участников протеста были не только местные жители. Так, бывший глава штаба Навального в Магнитогорске Тимофей Филатов (по его словам) специально приехал в Екатеринбург для участия в протесте против строительства православного храма. Протестующая Эльвира, которая приковала себя к дереву в сквере, была жительницей Санкт-Петербурга[значимость факта?].
По подсчетам ТАУ среди задержанных в ходе протестов в сквере было более десяти уголовников: лиц с судимостями (как снятыми, так и непогашенными), а также лиц, уголовные дела в отношении которых были прекращены по нереабилитирующему основанию (например, за примирением сторон)[значимость факта?].
Некоторые задержанные были пьяны. Так, задержанный на акции 14 мая 2019 года Максим Скворцов рассказал, что был пьян и гулял по Екатеринбургу, а потом заступился за одного из участников акции и был задержан (позднее оштрафован). 15 мая 2019 года в сквере также было задержано несколько пьяных людей[значимость факта?].
Информационное агентство «Новый день» сообщало, что вечером 14 мая 2019 года среди людей, пришедших в сквер было много школьников. На акции 15 мая 2019 года двое подростков резали себе руки и писали кровью на фонарном столбе: «Мы защищаем деревья»[значимость факта?].

## Опрос о новом месте для строительства храма
В конце мая 2019 года был объявлен состав представителей рабочей группы по проведению опроса от «Парков и скверов Екатеринбурга»:
- Ксения Бакланова, юрист, представитель движения «Парки и скверы Екатеринбурга»;
- Анна Балтина, преподаватель, представитель движения «Парки и скверы Екатеринбурга»;
- Полина Иванова, архитектор, арх-группа «Подельники»;
- Константин Киселёв, депутат Екатеринбургской городской думы;
- Наталья Маликова, директор независимого исследовательского центра социальных технологий «Оптима»;
- Алексей Мосин, доктор исторических наук, профессор;
- Дмитрий Москвин, кандидат политических наук, общественный деятель;
- Екатерина Петрова, член Общественной палаты города Екатеринбурга;
- Татьяна Сродных, доктор сельскохозяйственных наук, профессор кафедры ландшафтного строительства Уральского государственного лесотехнического университета;
- Александр Цариков, радиоведущий.

3 июня 2019 года стало известно, что на сайте Администрации Екатеринбурга было опубликовано обращение главы Екатеринбурга Александра Высокинского к противникам строительства храма в сквере. Высокинский обратился к пятнадцати «публичным авторам протеста», которых назвал поименно:

Уважаемые Анна Балтина, Иван Волков, Дмитрий Москвин, Ксения Бакланова, Константин Киселев, Александр Пирогов, Федор Крашенинников, Полина Грейсман, Сергей Мошкин, Александр Цариков, Мосин Алексей, Владимир Злоказов, Ринат Низамов, Андрей Пирожков, Роман Ступников и другие!.. Я знаю, что многие из вас тщательно «открещиваются» от роли лидеров протеста. Но вы протестовали в сквере и продолжаете протестовать в публичной сфере. Кому нужен этот протест? Какова его конечная цель? Закончится ли он, если горожане выберут новую площадку — или продолжится и на ней? Сторонники собора действуют достаточно организованно и сформировали свои требования в меморандуме. С другой стороны объединения, формирования общей позиции и выдвижения каких-либо внятных тезисов, на основании которых можно было бы понять позицию, до сих пор не произошло.

Прошу вас чётко сформулировать: Вы против Собора в принципе — или против его строительства на конкретном месте на набережной городского пруда? Как оцениваете ситуацию в целом? Какую площадку считаете оптимальной? Как вы предлагаете разрешить создавшуюся ситуацию? Кто сможет гарантировать, что будет найден общий компромисс? Кто должен войти в «Городской комитет согласия», чтобы были учтены интересы всех горожан? Для нас важно, чтобы вы выработали консолидированное мнение и озвучили его. Только тогда мы поймём — с кем дальше обсуждать ситуацию и искать компромисс. По-другому не получится
В перечень лидеров протеста, который привел Высокинский, были включены три депутата Екатеринбургской городской думы (Роман Ступников, Андрей Пирожков и Константин Киселев), представитель штаба Навального в Екатеринбурге (Полина Грейсман), журналист Ринат Низамов, политологи Федор Крашенинников и Сергей Мошкин. Глава Екатеринбурга заявил, что хочет, чтобы мнения были высказаны «в немодерируемом прямом эфире и безо всяких купюр» на независимой площадке — в одной из СМИ, которым «может стать студия радио „Эхо Москвы“, ЕТВ, редакция Е1, 66.RU или любая другая».
18 сентября 2019 года стало известно, что из рабочей группы по опросу (не дожидаясь последнего заседания) вышли в знак протеста 12 человек, включая Анну Балтину; этот выход представители «Парков и скверов Екатеринбурга» объяснили так:

Рабочая группа оказалась игрушкой в руках расчётливых чиновников администрации Екатеринбурга. Все прошедшие заседания сводились лишь к выбору площадок для голосования. При этом, каждый раз, когда чиновники по своему усмотрению перетасовывали эти площадки, нам не предоставляли полной и достоверной информации. Рабочей группе не было представлено ни одного документа. Мы не получили никакого ответа на наше обращение к главе Екатеринбурга Александру Высокинскому. Участники рабочей группы не имели ни одной возможности обсудить параметры, принципы и сроки проведения опроса
24 сентября 2019 года на заседании Екатеринбургской городской думы было принято решение о назначении опроса для выбора места под строительство храма на 13 октября того же года, причём выбрать предстояло одну из следующих площадок:
- Участок на месте Приборостроительного завода;
- Участок за Макаровским мостом.

13 октября 2019 года в Екатеринбурге прошёл опрос. До опроса — 6 октября 2019 года — в храмах Екатеринбурга было зачитано обращение митрополита Екатеринбургского Кирилла к духовенству и мирянам с призывом принять участие в опросе по месту строительства главного городского собора и высказаться за площадку на месте бывшего приборостроительного завода.
В опросе приняли участие около 100 тысяч человек, из которых 57,66 % проголосовали за строительство храма святой Екатерины на месте приборостроительного завода (Горького, 17). Опрос обошёлся бюджету Екатеринбурга в 6 миллионов рублей.
Идея опроса нравилась не всем. Активист Виктор Балдин подал властям уведомление о проведении митинга против опроса, но митинг не согласовали, а Балдин получил два ареста (по 5 суток каждый) за демонстрацию символики запрещённого в России общественного движения «Артподготовка». В январе 2020 года активист Никита Страгис (ранее привлечённый к административной ответственности за участие в акции в сквере) создал на Change.org петицию с просьбой признать здание Уральского приборостроительного завода объектом культурного наследия федерального значения (что означает запрет на его снос).
Управления государственной охраны объектов культурного наследия Свердловской области в декабре 2020 года опубликовало информацию о том, что возможно снести часть здания приборостроительного завода без нанесения ущерба объектам культурного наследия.

## Результаты
В результате протестов и после вмешательства Владимира Путина было принято решение отказаться от строительства храма в сквере на Октябрьской площади. 13 октября 2019 года был проведён опрос жителей Екатеринбурга, в результате которого была выбрана площадка — бывшее здание приборостроительного завода. 19 ноября 2019 года Екатеринбургская городская дума вернула участку в сквере статус территории общего пользования. В 2020 году Артур Хазиев в базе Росреестра обнаружил, что данный участок по-прежнему имеет статус земли религиозного назначения, а Министерство по управлению государственным имуществом Свердловской области ответило, что данный статус изменить «не представляется возможным».

## Суды над задержанными в сквере гражданами
В отношении задержанных в сквере граждан были возбуждены дела об административных правонарушениях, а также уголовные дела. По этим делам были судами наказаны десятки участников протестов.

### Дела об административных правонарушениях
Десятки граждан, задержанных в сквер получили административное наказание. По состоянию на 3 июня 2019 года были задержаны 96 человек, из которых 33 участника акции получили от двух до 15 суток административного ареста. Протоколы на этих граждан составляли по следующим статьям КоАП РФ:
- 20.1 «Мелкое хулиганство»;
- 19.3 «Неповиновение сотруднику полиции»;
- 20.2 «Нарушение порядка организации и проведения митингов».

Организатором акции была признана Анна Балтина, которая получила 3 июня 2019 года штраф за организацию уличной акции без подачи уведомления (часть 2 статьи 20.2 КоАП РФ) — 20 тысяч рублей. После 3 июня 2019 года суды продолжали штрафовать на основании части 5 статьи 20.2 КоАП РФ участников акций в сквере (в частности, был оштрафован на 15 тысяч рублей Ярослав Ширшиков, а по 10 тысяч рублей получили Бондарев и Мухаматьянов).
29 июля 2019 года «Новый день» опубликовал итоги рассмотрения дел об административных правонарушениях в отношении участников протестов в сквере:
- 32 человека — административный арест от 2 до 15 суток;
- 2 человека — обязательные работы (100 часов за повторное нарушение правил проведения акции и 20 часов за нарушение порядка проведения акции);
- Административные штрафы на общую сумму примерно в 657 тысяч рублей.

Дела в отношении участников протестов в апелляции рассматривались и позднее. Задержанному в сквере первокурснику УрГУПС Антону Савельеву предложили отчислиться, но после огласки в СМИ в вузе сообщили, что никто его отчислять не собирается.
При составлении протоколов не обошлось без ошибок. Так, 16 мая 2019 года в сквере среди прочих протестующих был задержан молодой человек без паспорта, назвавший себя Александром Тельминовым. На данного человека составили протокол по части 5 статьи 20.2 КоАП РФ — за участие в несогласованной уличной акции. При этом личность Тельминова установили по базам МВД. В суде областные чиновники и полицейские подтвердили виновность данного человека. Сам привлекаемый в судебное заседание не явился. В итоге суд назначил ему административный штраф — 10 тысяч рублей, который привлекаемый тогда не обжаловал. В 2021 году в Свердловский областной суд поступила жалоба от Александра Тельминова, который предоставил доказательства того, что 16 мая 2019 года он проходил срочную военную службу в Калининграде. О том, что ему назначен штраф за акцию в Екатеринбурге, настоящий Тельминов узнал только в феврале 2021 года, когда судебный пристав списал деньги с его банковского счета в счет штрафа за акцию в сквере. В итоге 26 марта 2021 года Свердловский областной суд отменил решение о штрафе Тельминову.

Судьи районных судов Екатеринбурга, рассматривавшие дела в отношении активистов сквера (фото с процессов 2019 года)
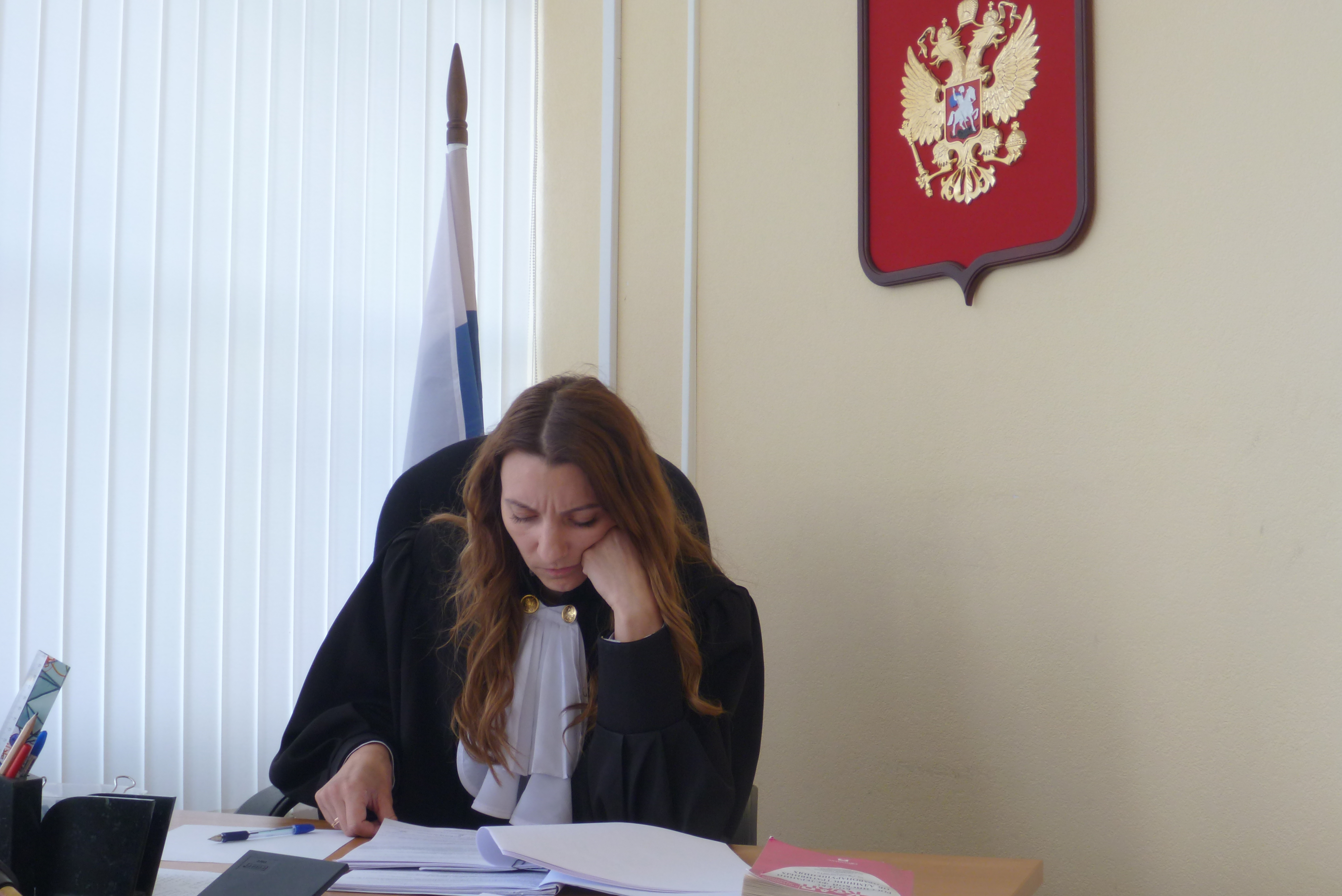
Лада Никитина (Верх-Исетский районный суд)
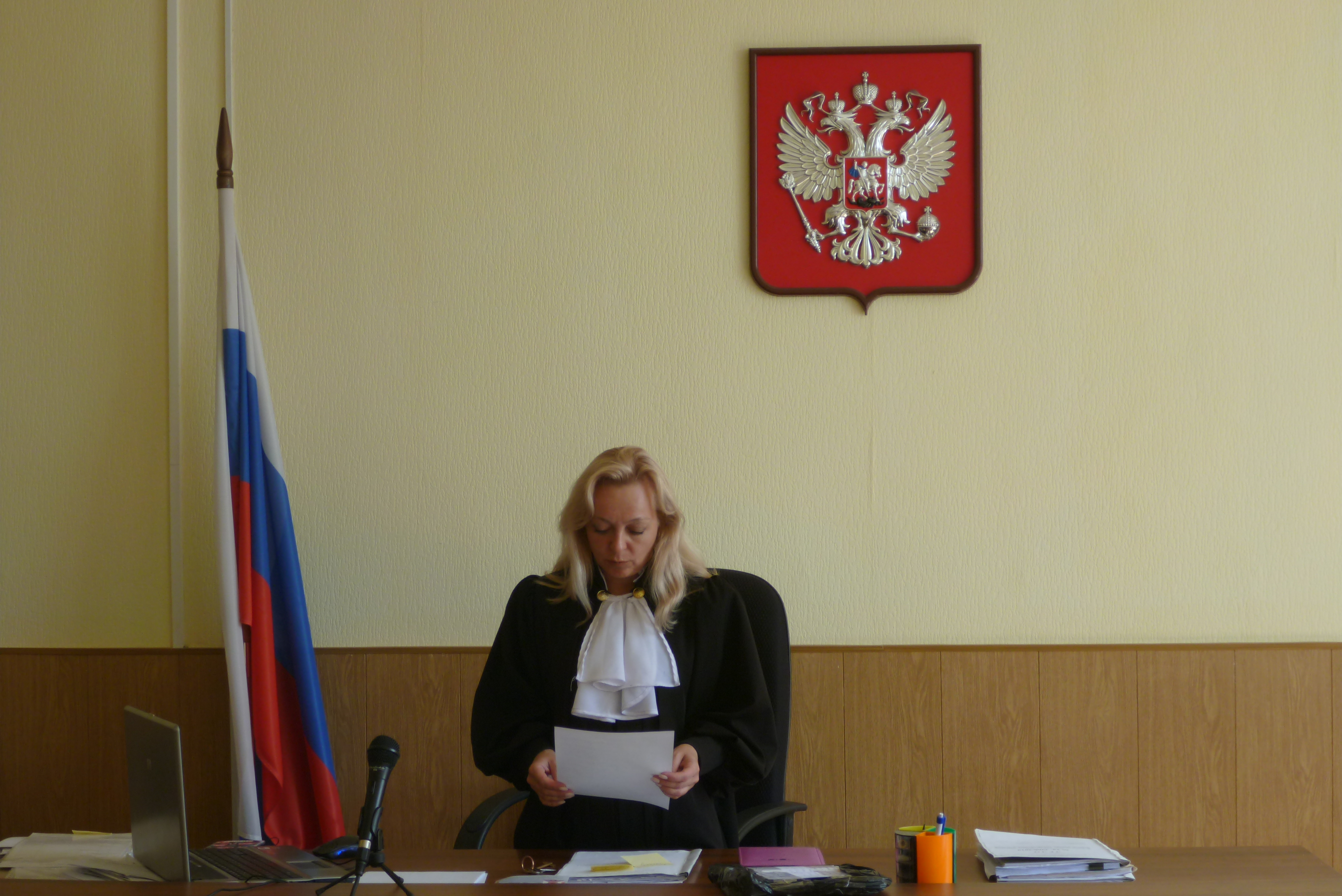
Ирина Майорова (Верх-Исетский районный суд)
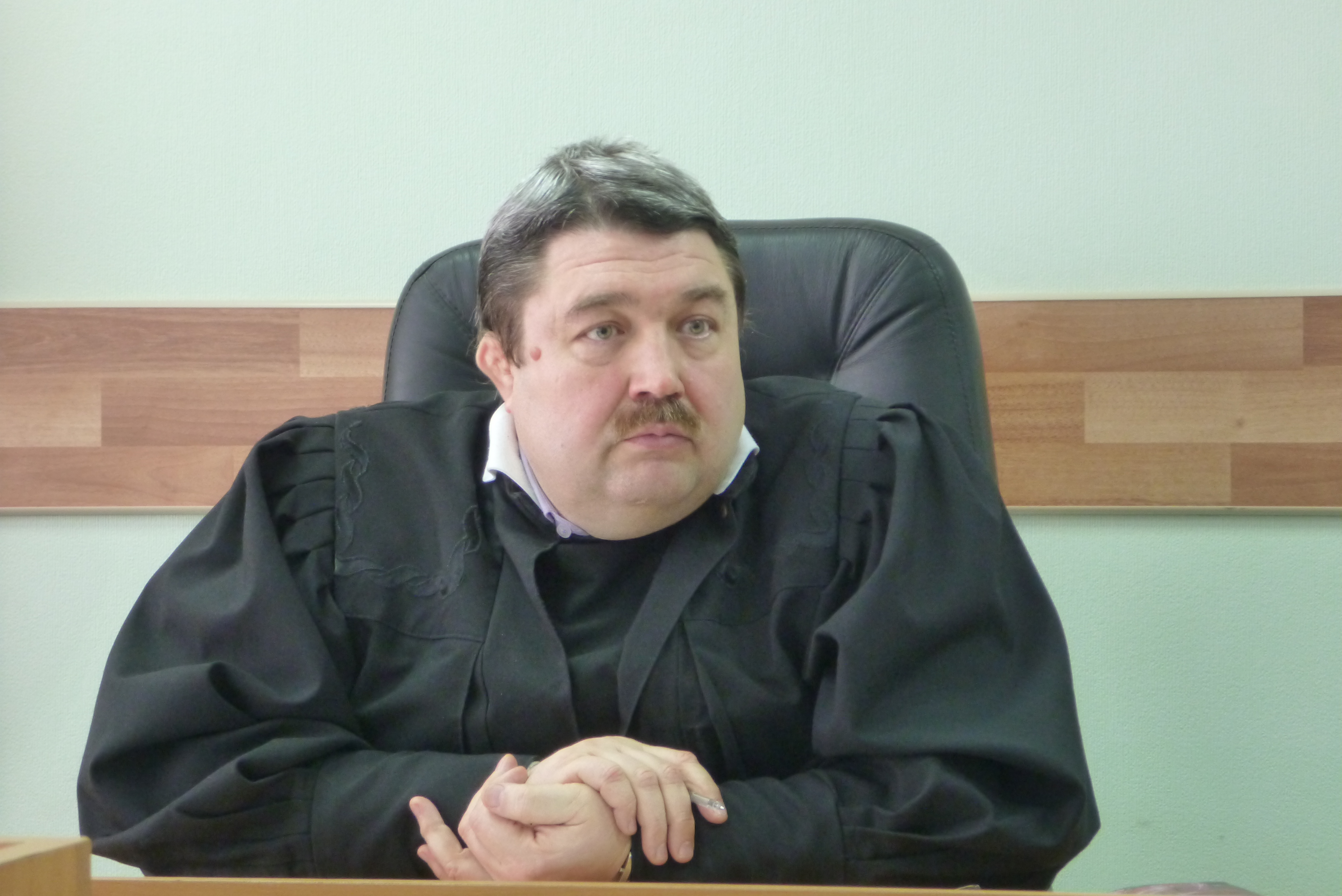
Владимир Ушаков (Ленинский районный суд)
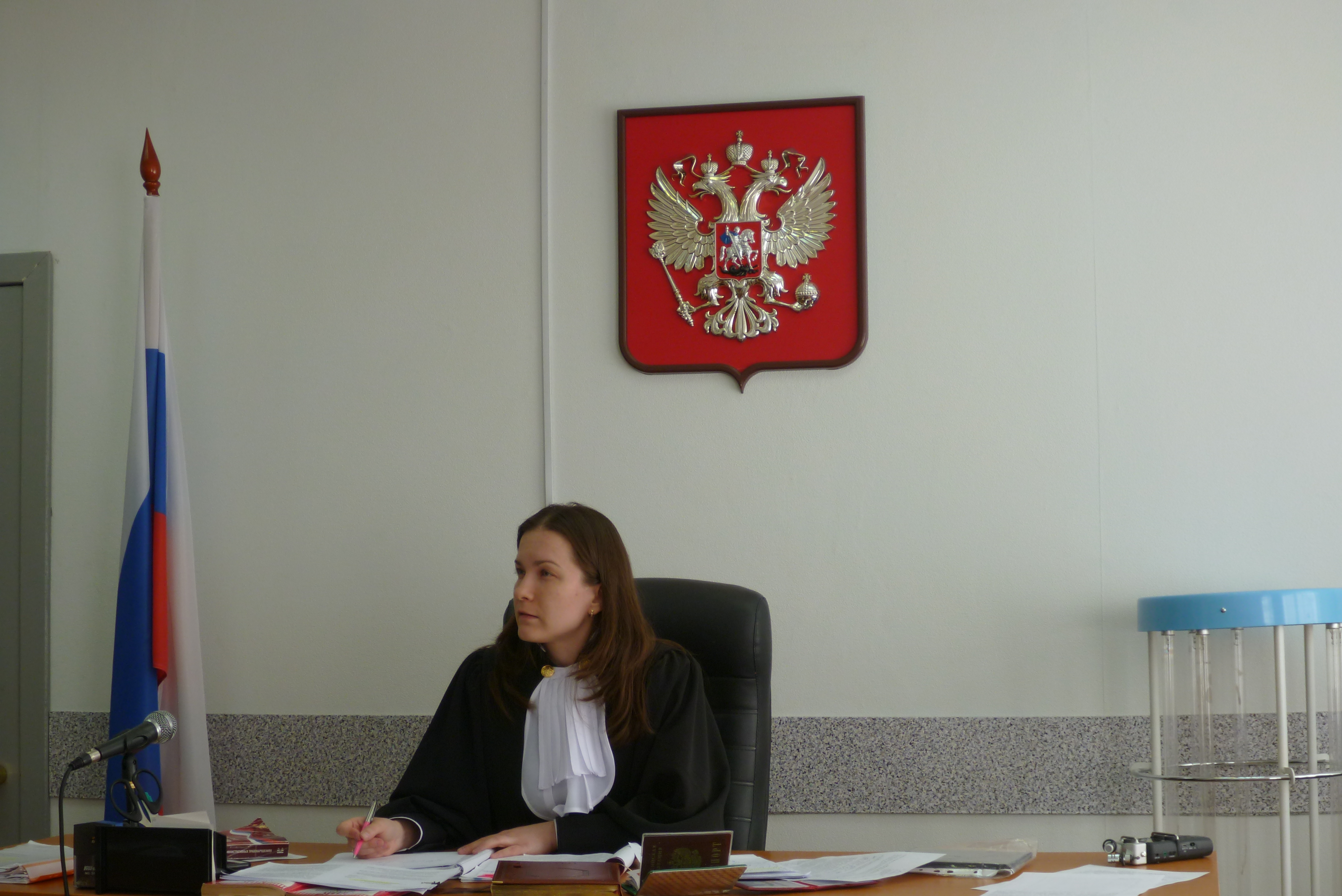
Татьяна Чащина (Ленинский районный суд)
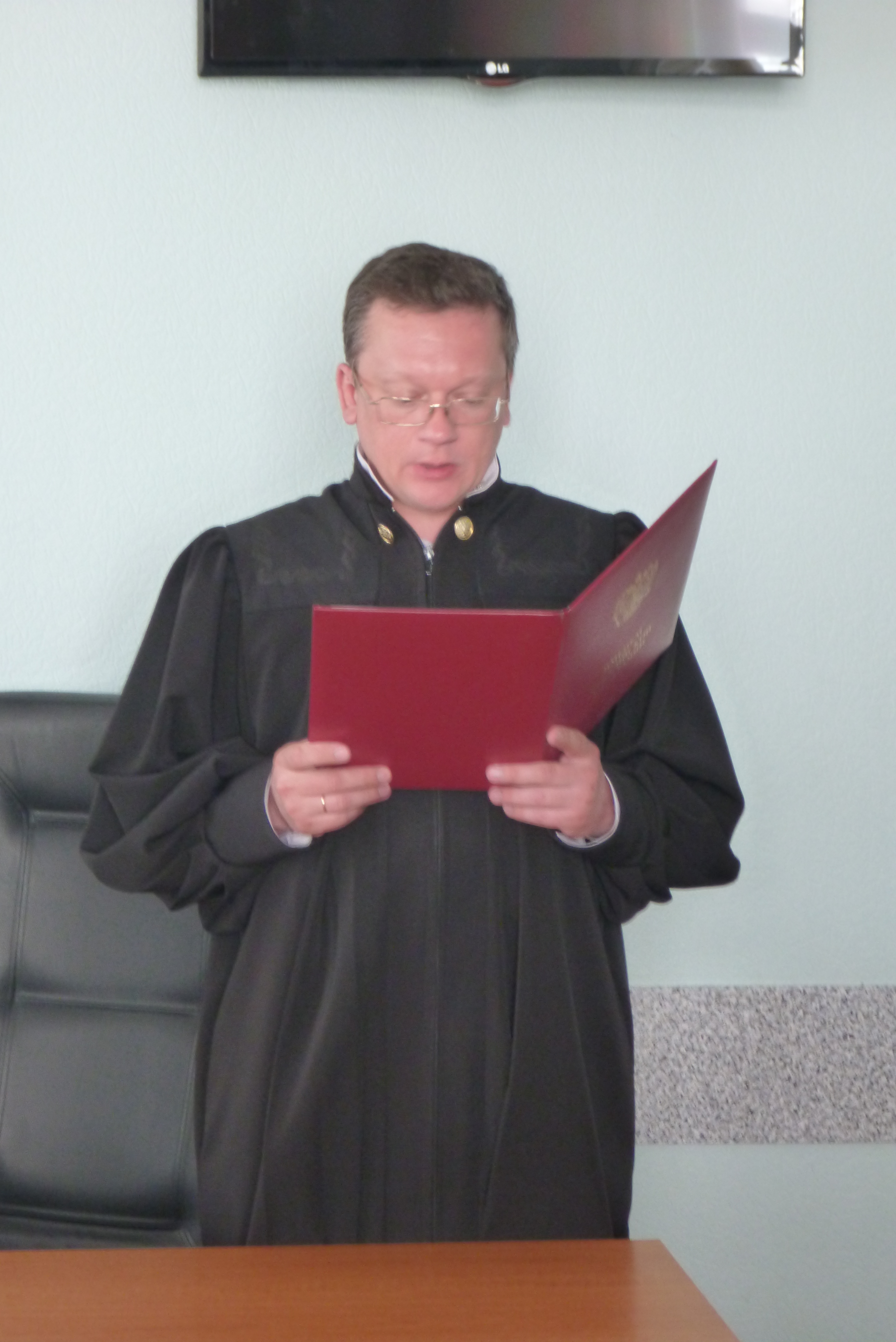
Александр Суслов (Ленинский районный суд)
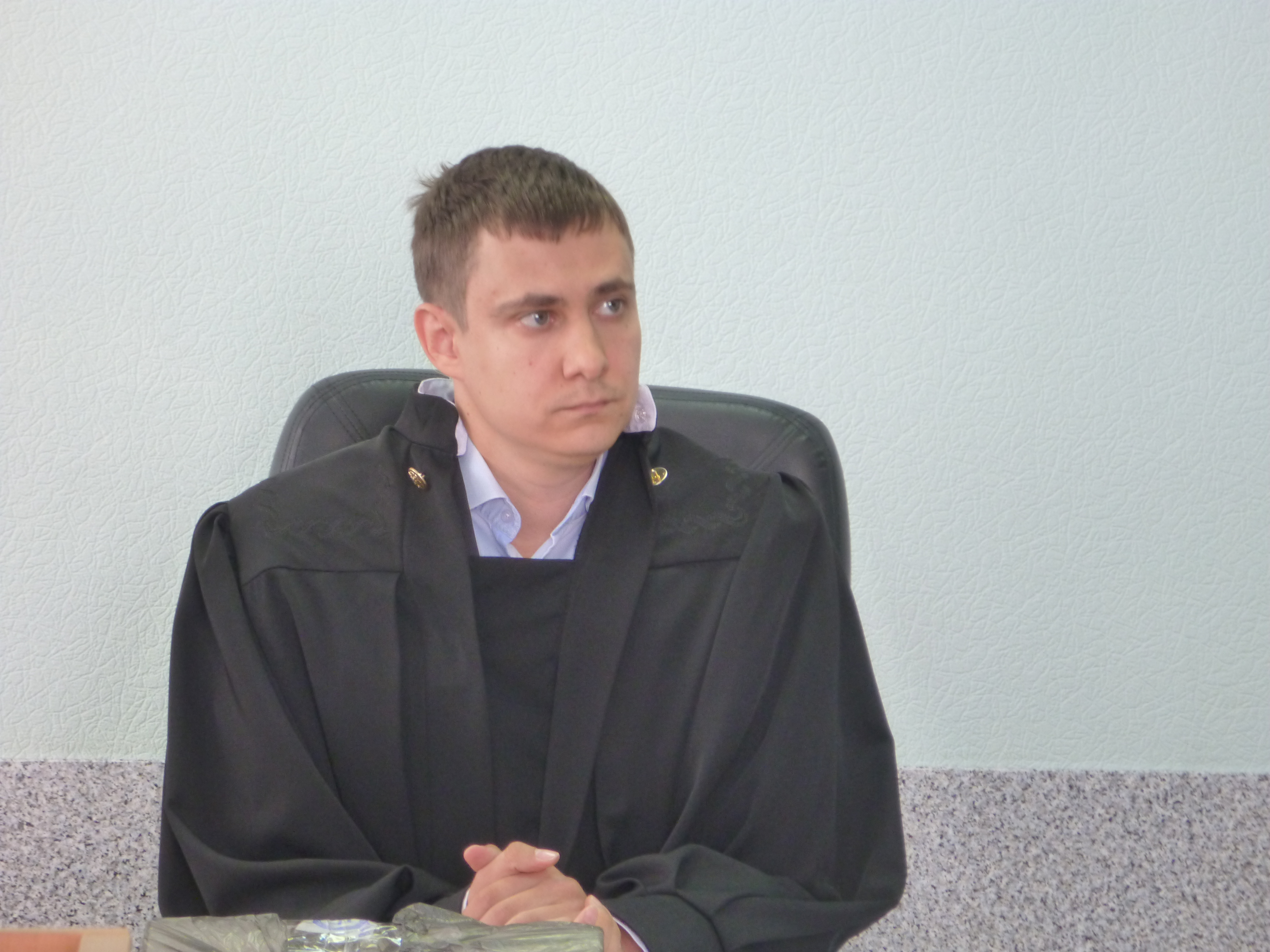
Антон Белых (Ленинский районный суд)
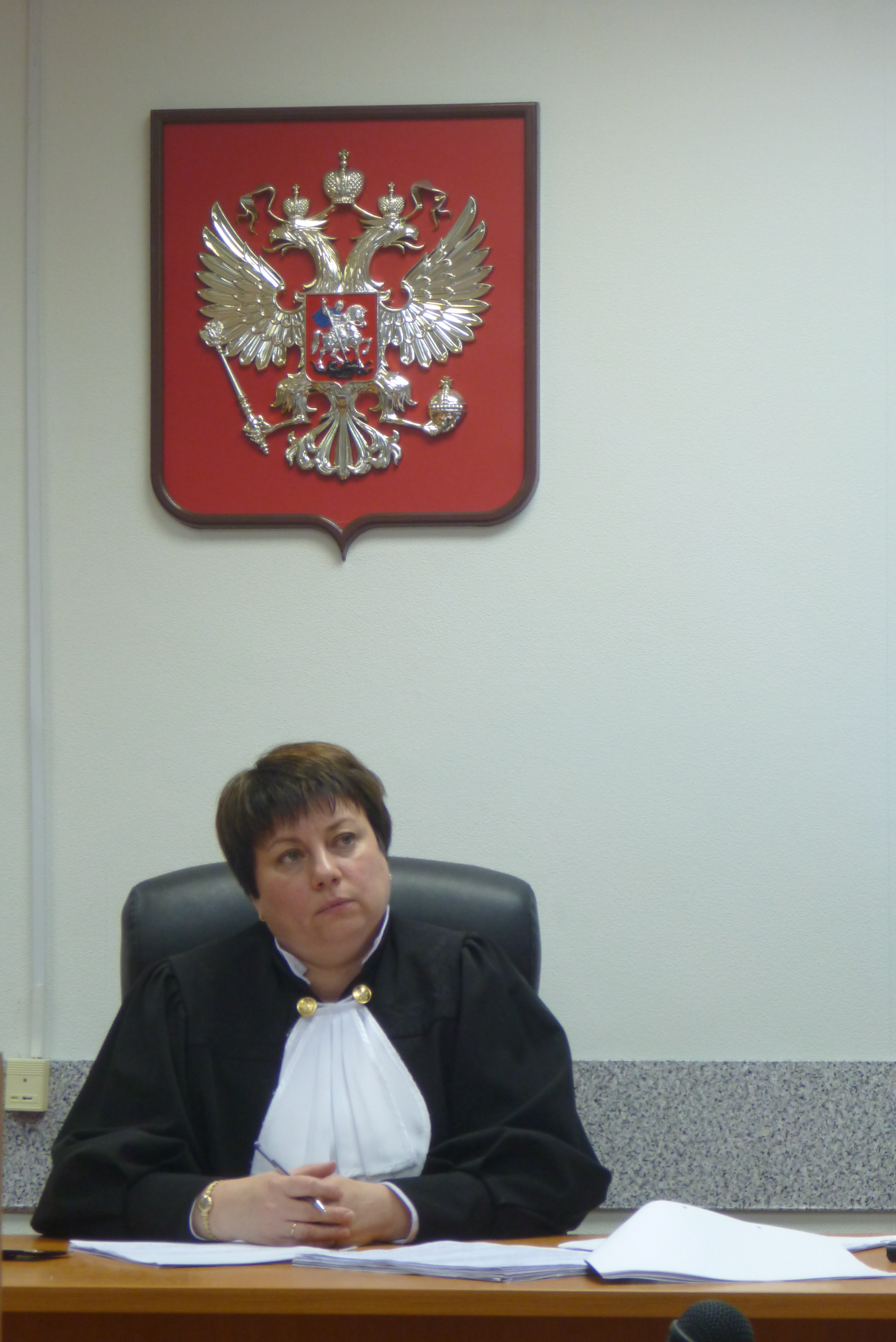
Юлия Лобанова (Ленинский районный суд)
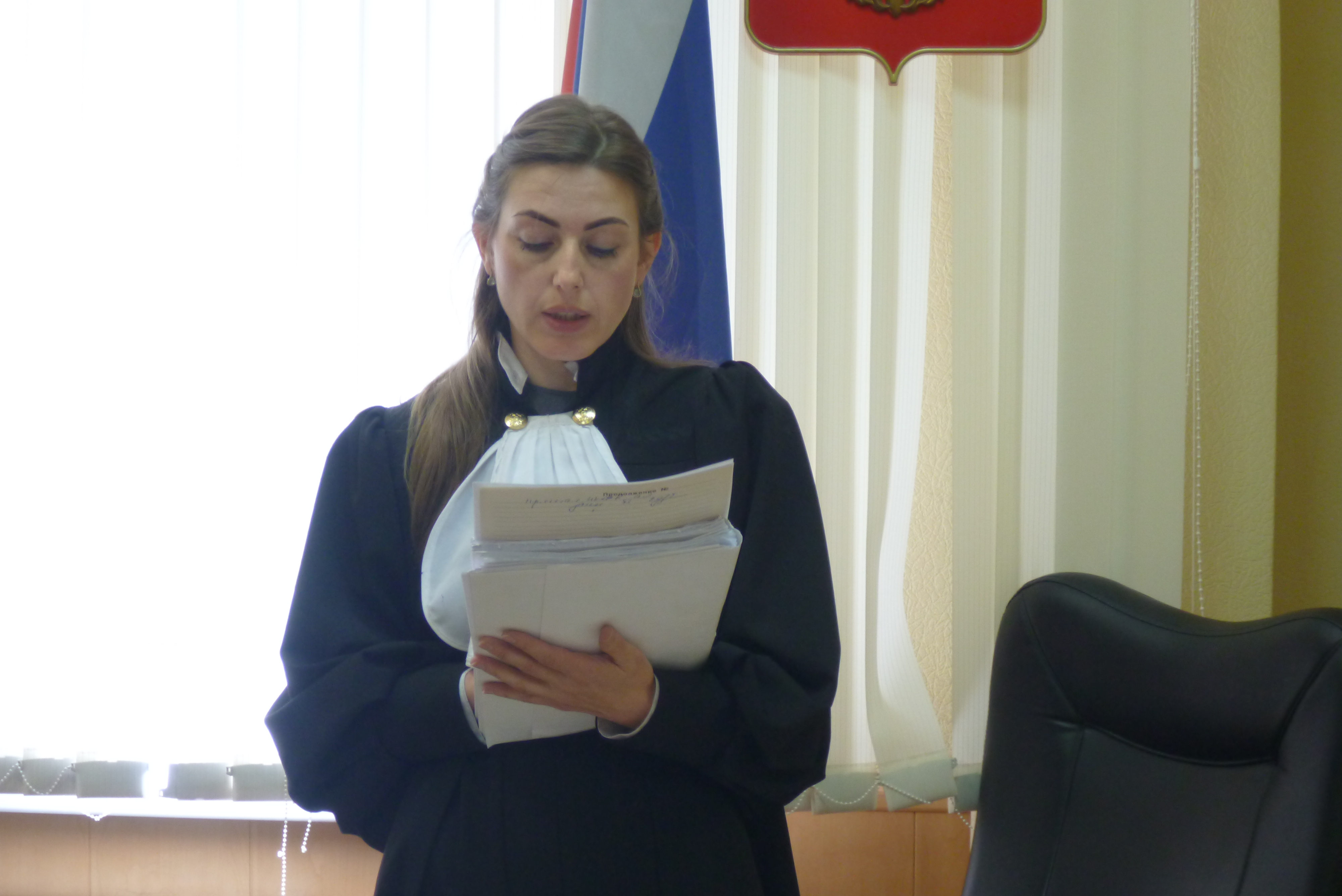
Ольга Дорохина (Железнодорожный районный суд)

Задержанные в сквере активисты в судах в качестве привлекаемых лиц по делам об административных правонарушениях (фото с процессов 2019 года)
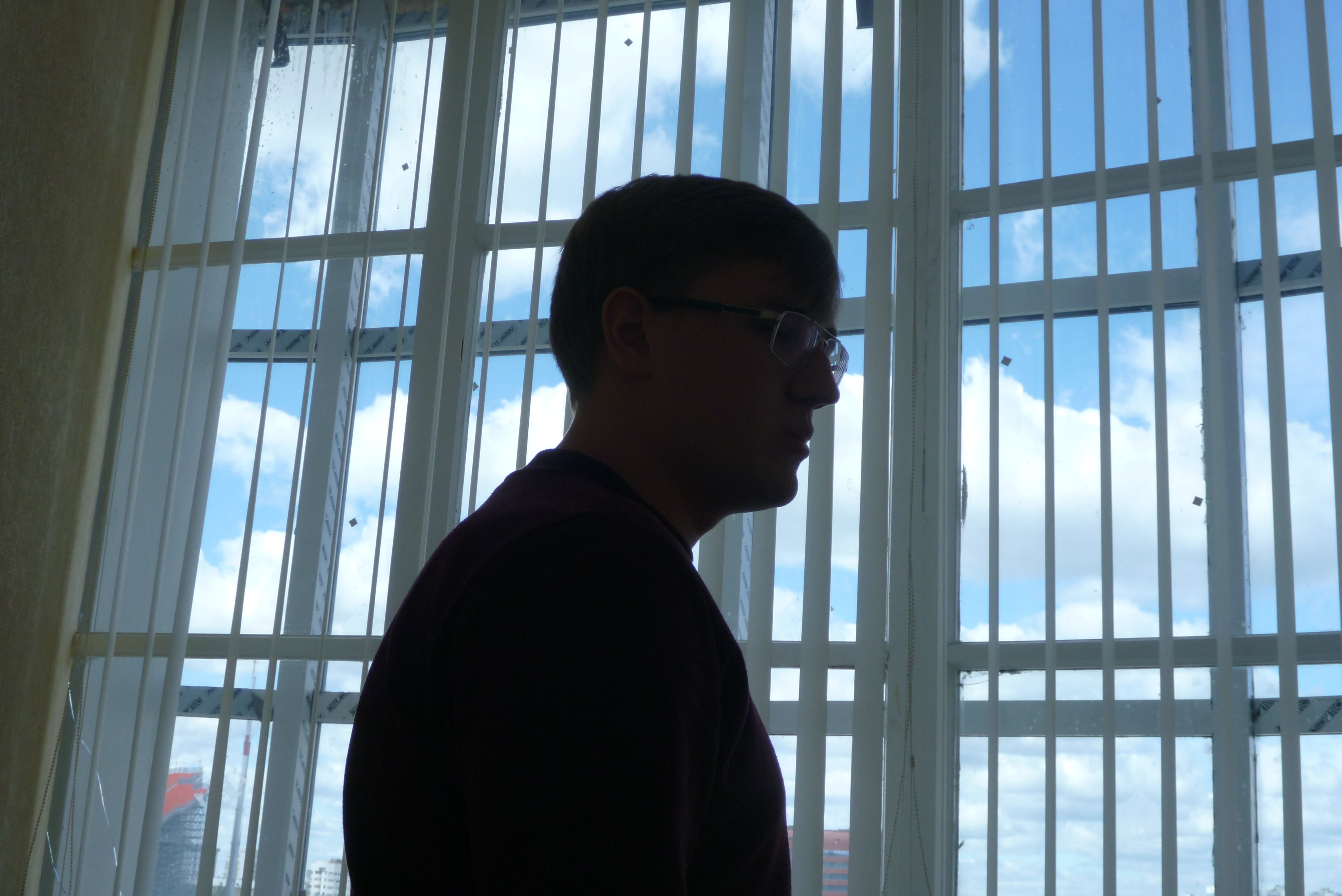
Дмитрий Крыгин (Верх-Исетский районный суд)
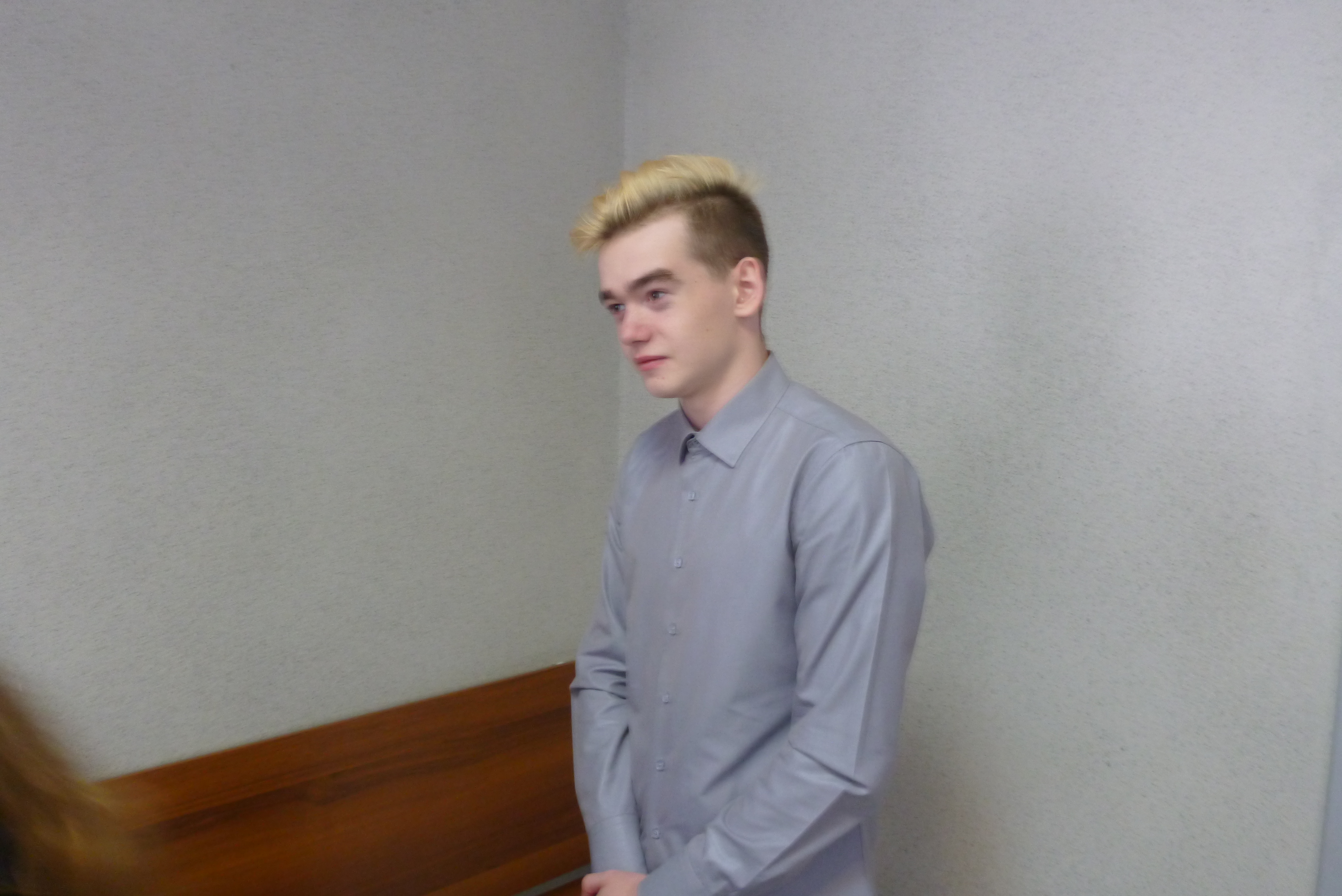
Антон Савельев (Ленинский районный суд), которого по сообщениям СМИ обещали отчислить из УрГУПС

### Уголовные дела в отношении участников протеста
После протестов был возбуждён ряд уголовных дел. Наиболее существенным стало уголовное дело по двум статьям Уголовного кодекса Российской Федерации: 212 (Массовые беспорядки) и 167 (Умышленное уничтожение или повреждение чужого имущества), по которому (по состоянию на 2021 год) не осуждён ни один человек. Кроме того, отдельные участники протестов были осуждены по нетяжким составам Уголовного кодекса Российской Федерации — оскорбление представителя власти (статья 319), призывы к массовым беспорядкам (часть 3 статьи 212), неопасное для жизни и здоровья насилие в отношении представителя власти (часть 1 статьи 318).

#### Уголовное дело о массовых беспорядках и порче забора

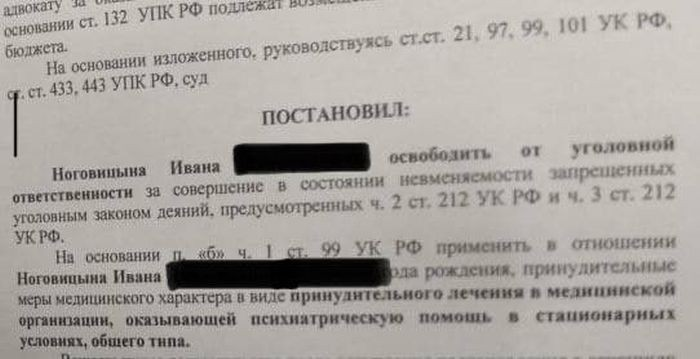
Постановление Верх-Исетского районного суда города Екатеринбурга по уголовному делу о массовых беспорядках, ноябрь 2021 года (о назначении принудительного лечения Ивану Ноговицыну)

После протестов было возбуждено уголовное дело по двум статьям Уголовного кодекса Российской Федерации: 212 (Массовые беспорядки) и 167 (Умышленное уничтожение или повреждение чужого имущества). В июле 2019 года фигурантом этого дела (по статье 167 Уголовного кодекса) стал Евгений Старцев, однако даже в июне 2020 года статус Старцева в деле оставался неясным. Стоимость повреждённого забора ООО «Храм Святой Екатерины» оценило в 923 тысячи рублей. Уже 12 июля 2019 года в рамках уголовного дела о массовых беспорядках сотрудники ФСБ и Следственного комитета Российской Федерации провели обыски у участников акций: Максима Корчемкина, Татьяны Маркиной и Евгения Березняка.
По делу был допрошен ряд свидетелей, причём с некоторых из них (в частности с депутата Екатеринбургской городской думы Константина Киселева) следователем была взята подписка о неразглашении. По состоянию на июнь 2020 года Следственный комитет Российской Федерации не давал комментарии о ходе следствия по этому делу.
Между тем следствие по делу о массовых беспорядках продолжалось. В феврале 2020 года статус подозреваемого получил Иван Ноговицын. Ноговицын родился в Екатеринбурге в 1997 году, там же учился в лицее, около двух лет путешествовал автостопом. Ноговицын был задержан в сквере утром 15 мая 2019 года, когда спал в палатке (кроме него в палатке находился спящий Александр Москвин). На Москвина и Ноговицына составили протоколы, которые затем были переданы в Ленинский районный суд города Екатеринбурга, который оштрафовал Ноговицына по части 5 статьи 20.2 КоАП РФ. В суде Ноговицын (1997 года рождения) отказался от услуг защитника Никиты Томилова, объяснив это позицией отчима Ноговицына. В декабре 2019 года Ноговицына вызвали на допрос в Следственный комитет.
Ноговицыну вменили как участие в массовых беспорядках (ч. 2 ст. 212 Уголовного кодекса), так и призывы к ним (ч. 3 ст. 212 Уголовного кодекса).
В связи с возбуждением уголовного дела против Ноговицына заместитель прокурора Свердловской области опротестовал в Седьмом кассационном суде общей юрисдикции административный штраф (10 тысяч рублей), который Ноговицыну назначили в июне 2019 года по статье о нарушении правил участия в публичном мероприятии (ч. 5 ст. 20.2 КоАП) в связи с акцией 14 мая 2020 года в сквере.
Седьмой кассационный суд общей юрисдикции отменил административный штраф Ноговицыну и прекратил в отношении него дело по части 5 статьи 20.2 КоАП РФ, указав в качестве основания то, что уголовное дело позднее возбудили «по тому же факту». При этом, рассматривая дело Ноговицына по части 5 статьи 20.2 КоАП, Ленинский районный суд Екатеринбурга в июне 2019 года посчитал нарушением лишь то, что Ноговицын разместил в сквере возле временного ограждения палатку.
В постановлении Седьмого кассационного суда общей юрисдикции по делу Ноговицына описана фабула обвинения по возбуждённому уголовному делу о массовых беспорядках:

…26 февраля 2020 года следователем по особо важным делам первого отдела по расследованию особо важных дел следственного управления Следственного комитета Российской Федерации по Свердловской области в отношении Ноговицына И. Д. возбуждено уголовное дело по признакам преступления, предусмотренных частями <данные изъяты> Уголовного кодекса Российской Федерации, по факту того, что 14 мая 2019 года в период времени с 18 часов 00 минут до 18 часов 30 минут, один из протестующих — Ноговицын И. Д., находясь у внешней стороны западной, а затем и северной части временного ограждения участка строительства по адресу: город Екатеринбург, в районе площади Октябрьская, 2, осознавая, что участвует в массовых беспорядках, желая нарушить общественную безопасность и порядок, наблюдая за действиями других протестующих, одобряя и поддерживая их, при этом демонстрируя им свои действия, осознавая их противоправность, умышленно, совместно и согласованно с иными неустановленными участниками массовых беспорядков, по мотиву несогласия со строительством Собора на отведённом участке строительства, с целью уничтожения целостной конструкции ограждения, изъял из-под основания столбов ограждения не менее 6 бетонных блоков, общей стоимостью 2 727 рублей, и унёс их в неустановленное место, при этом, путём оказания давления на конструкции ограждения и смещения, повалил на землю совместно с иными участниками массовых беспорядков не менее 5 панелей временного ограждения, общей стоимостью 4 930 рублей, нарушив целостность и устойчивость ограждения, то есть уничтожил его, а также создал условия для облегчения дальнейшего уничтожения ограждения другими участниками.

Кроме того, 14 мая 2019 года в период времени с 18 часов 00 минут до 18 часов 30 минут Ноговицын И. Д., находясь по адресу: город Екатеринбург, в районе площади Октябрьская, 2 нарушая общественную безопасность и порядок, участвуя в массовых беспорядках, сопровождавшихся уничтожением временного ограждения, действуя умышленно, по мотивам несогласия с решением о строительстве Собора на отведённом участке строительства, осознавая противоправность совершаемых действий и возможность агрессивного поведения неопределённого круга лиц (толпы), с целью вовлечения максимального количества людей к уничтожению ограждения, громко высказал призывы к массовым беспорядкам, участию в них, сопровождающимся уничтожением чужого имущества.
Ноговицын был объявлен в федеральный розыск, задержан в ноябре 2020 года во Владивостоке при пересечении российской границы, затем арестован и помещён в СИЗО в Забайкальском крае. В марте 2021 года Ленинский районный суд города Екатеринбурга взял Ноговицына под стражу до 14 июня 2021 года. В ноябре 2021 года Верх-Исетский районный суд города Екатеринбурга освободил Ноговицына (на тот момент Ноговицын оставался единственным фигурантом дела о массовых беспорядках) от наказания, назначив ему принудительное лечение в психиатрической больнице.

#### Прочие уголовные дела
В 2019—2020 годах были в уголовном порядке осуждены несколько граждан в связи с протестами в сквере:
- Станислав Мельниченко (31 год ранее судим по части 1 статьи 228 Уголовного кодекса Российской Федерации за хранение наркотиков для личного употребления к 400 часам обязательных работ)[79] получил 6 месяцев исправительных работ по статье 319 Уголовного кодекса Российской Федерации за то, что в сквере в пьяном виде оскорбил сотрудника полиции (находился в гражданской одежде);
- Вадим Панкратов, ветеран МВД, член «Единой России» получил 20 тысяч рублей штрафа по части 1 статьи 318 Уголовного кодекса Российской Федерации за то, что ударил свёрнутым плакатом подполковника полиции Антона Трошина;
- Ярослав Ширшиков. Приговором от 3 марта 2020 года был осуждён на 1,5 года ограничения свободы за призывы к массовым беспорядкам и клевету в адрес полномочного представителя Президента России в Уральском федеральном округе Николая Цуканова. В дальнейшем ограничение свободы было заменено на 7 месяцев колонии-поселения. Причиной замены стало то, что, что Ширшиков нарушил установленные ему приговором суда ограничения: уклонился от явки в специализированный орган (он должен был там отмечаться ежемесячно)[80] и 17 июня 2020 года принял участие в массовой акции у парка имени XXII Партсъезда[81];
- Три участника движения «Бессрочный протест». Их судили за призывы к массовым беспорядкам (часть 3 статьи 212 Уголовного кодекса Российской Федерации). В отношении них прекратили дела с назначением судебного штрафа: Сергею Потапову — 5 тысяч рублей, Денису Уфимцеву — 5 тысяч рублей, Константину Кабанову — 15 тысяч рублей.
- Евгений Старцев 25 марта 2020 года к следователю вызвали Евгения Старцева в качестве подозреваемого по делу о призывах к массовым беспорядкам[66]. 25-летний Старцев, посоветовавшись с адвокатом, принял решение признать вину, чтобы дело прекратили и ему назначили судебный штраф[66]. В апреле 2020 года Кировский районный суд города Екатеринбурга назначил судебный штраф в размере 150 тысяч рублей Евгению Старцеву за призывы к массовым беспорядкам. В июне 2020 года Свердловский областной суд оставил это решение без изменения[66], отклонив апелляционную жалобу.

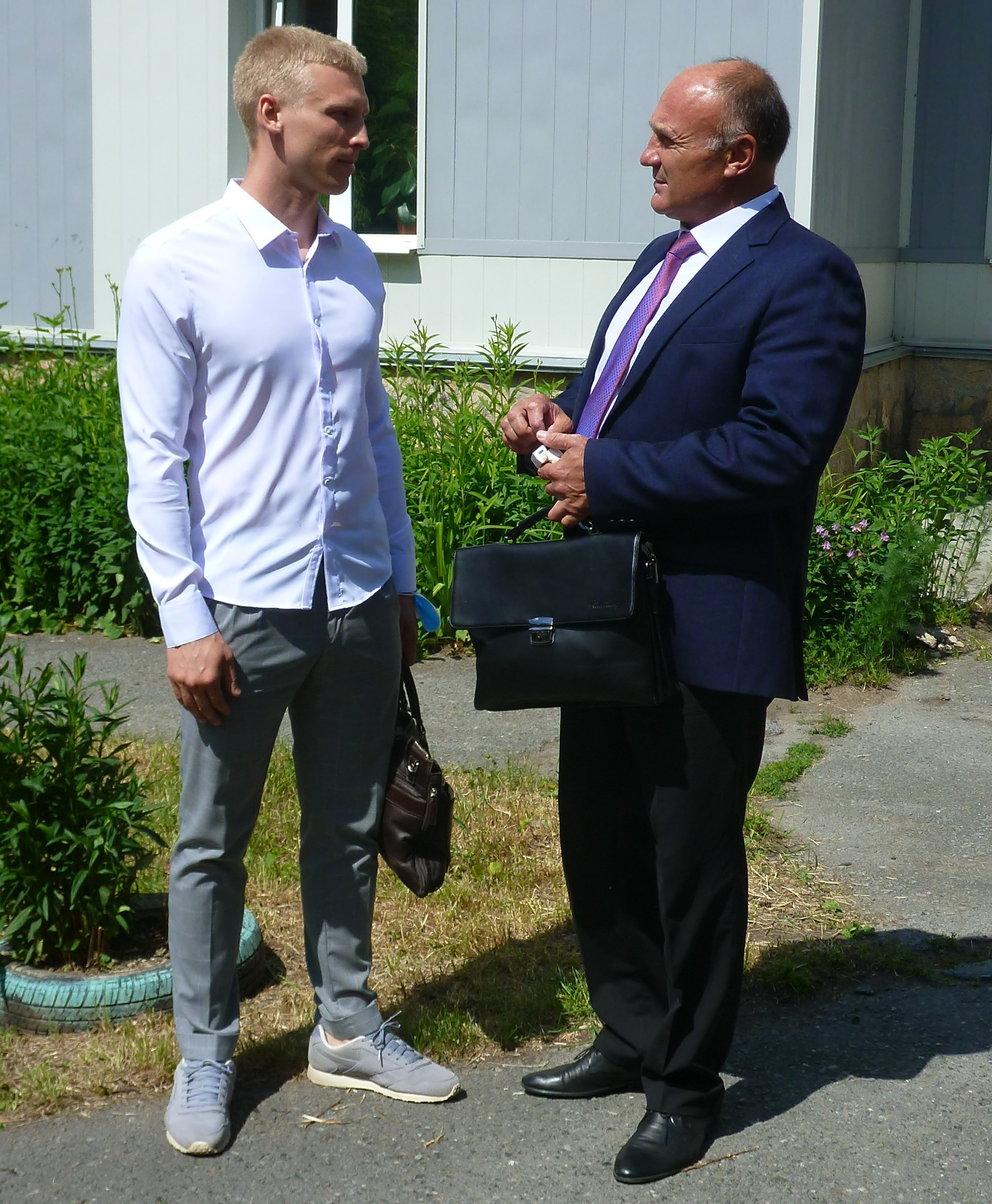
Максим Шибанов (слева) с адвокатом выходят с судебного заседания, 15 июня 2020 года

30 ноября 2020 года был осуждён к штрафу в 35 тысяч рублей по части 1 статьи 115 Уголовного кодекса Российской Федерации Максим Шибанов, за то, что 7 апреля 2019 года нанёс лёгкий вред здоровью во время акции в сквере журналисту Максиму Румянцеву. 24 февраля 2021 года Верх-Исетский районный суд города Екатеринбурга изменил приговор Шибанову: снизил размер штрафа до 5 тысяч рублей.

### Уголовные дела в отношении лиц, разгонявших активистов
Было возбуждено уголовное дело по факту причинения лёгкого вреда (часть 1 статьи 115 Уголовного кодекса Российской Федерации) здоровью несовершеннолетнему защитнику сквера Дмитрию, которому неизвестный мужчина сломал нос. По состоянию на декабрь 2019 года ни один из спортсменов (включая ударившего офицера полиции Кашигина Черноскутова), разгонявших протестующих в ночь с 13 на 14 мая 2019 года, не понёс никакой ответственности.

### Жалобы в Европейский суд по правам человека
По состоянию на 14 февраля 2020 года Европейский суд по правам человека зарегистрировал жалобы четырёх граждан, задержанных в сквере: трое были привлечены к административной ответственности (в виде административного ареста), а ещё один — Станислав Мельниченко — получил по уголовному делу полгода исправительных работ.
В октябре 2020 года стало известно, что Европейский суд по правам человека начал рассматривать 13 жалоб задержанных в сквере граждан, которых оштрафовали по части 5 статьи 20.2 КоАП РФ. По словам представителя «Агоры» Павла Чикова, ЕСПЧ усмотрел в этих жалобах нарушения трех статей Европейской конвенции о защите прав человека и основных свобод: права на свободу передвижения, на справедливое судебное разбирательство и свободу собраний. Эти 13 жалоб были объединены ЕСПЧ в одно дело, кроме того в ЕСПЧ поданы жалобы 12 граждан, подвергнутых аресту за акцию в сквере.
В январе 2023 года адвокат Алексей Бушмаков сообщил, что ЕСПЧ принял решение по жалобам 19 участников протестов в сквере — каждому из них ЕСПЧ назначил по 3,9 тысяч евро. Текст решения (дело «Yakovlev and others v. Russia») был 12 января 2023 года опубликован на сайте ЕСПЧ.

## Эмиграция участников протеста
Двое арестованных за акцию в сквере уехали из России на постоянное место жительства. 18-летний Никита Яблонский, отсидев 2 суток административного ареста, выехал в Израиль, где попросил политическое убежище.
Отсидевший 15 суток за акцию в сквере бывший начальник штаба Навального в Магнитогорске Тимофей Филатов уехал в США (нелегально перейдя американо-мексиканскую границу), где также попросил политическое убежище. В России на Филатова ещё в 2017 году было возбуждено дело по статье 280.1 Уголовного кодекса Российской Федерации.

## Пострадавшие в ходе протестов
По итогам трёх майских дней протеста (13—15 мая 2019 года) были госпитализированы трое протестующих (у одного были сломаны ребра).

## Насилие в отношении журналистов

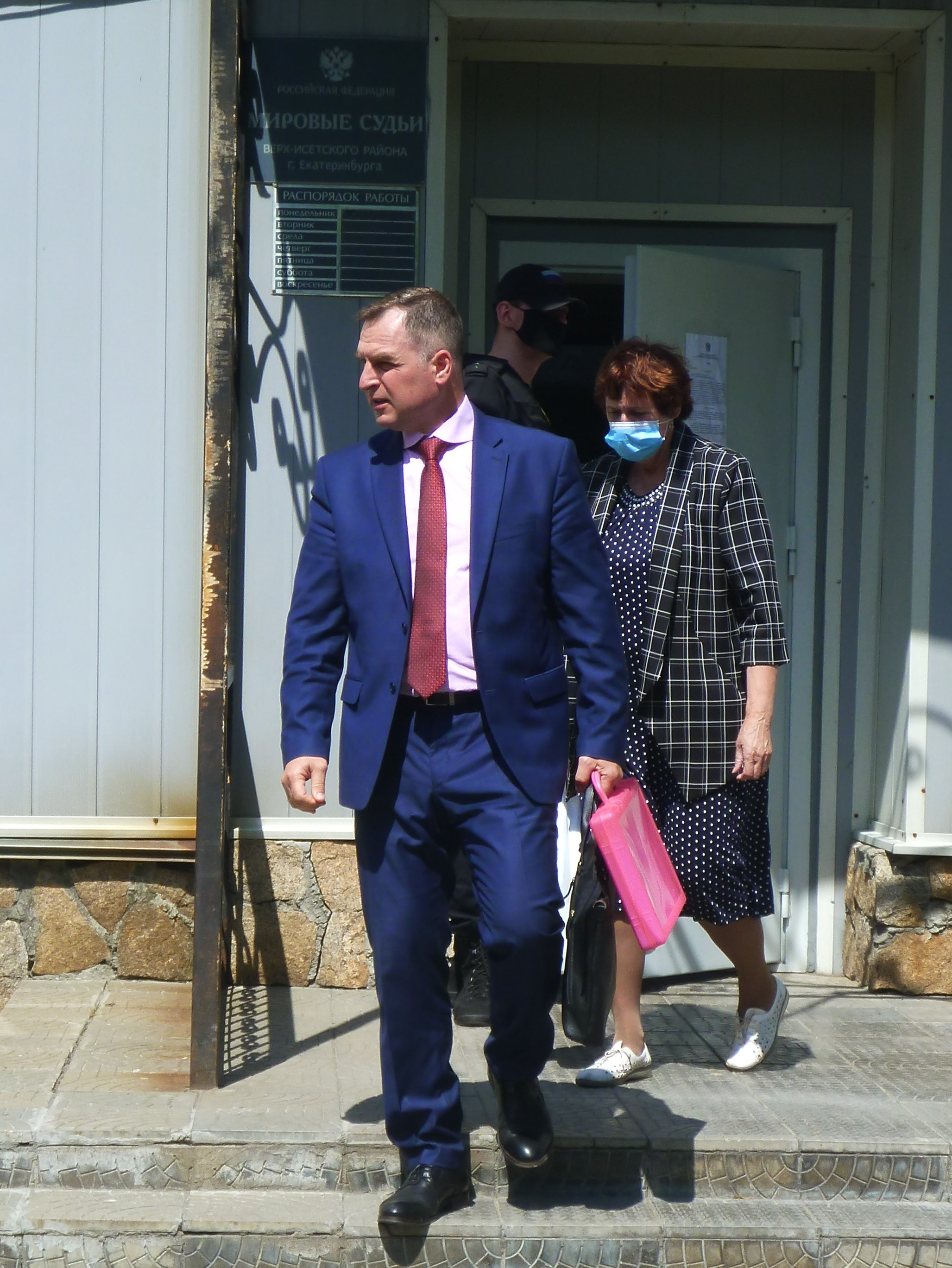
Журналист Максим Румянцев на крыльце суда после заседания по уголовному делу в отношении Шибанова, 15 июня 2020 года

Во время акций в сквере были отмечены факты нападения протестующих на журналистов:
- 7 апреля 2019 года на «Перекличке» протестующий Максим Шибанов нанёс лёгкий вред здоровью журналисту Максиму Румянцеву;
- 14 мая 2019 года один из активистов выбил микрофон у журналиста «4 канала» Альберта Мусина, после чего был задержан полицией[21].

Евгений Брацун разбил автомобиль шеф-редактора Znak.com Дмитрия Колезева. 6 июня 2019 года Колезев обнаружил Брацуна в своей разбитой автомашине и тот ему заявил: «Я за сквер». Брацун был пьян.

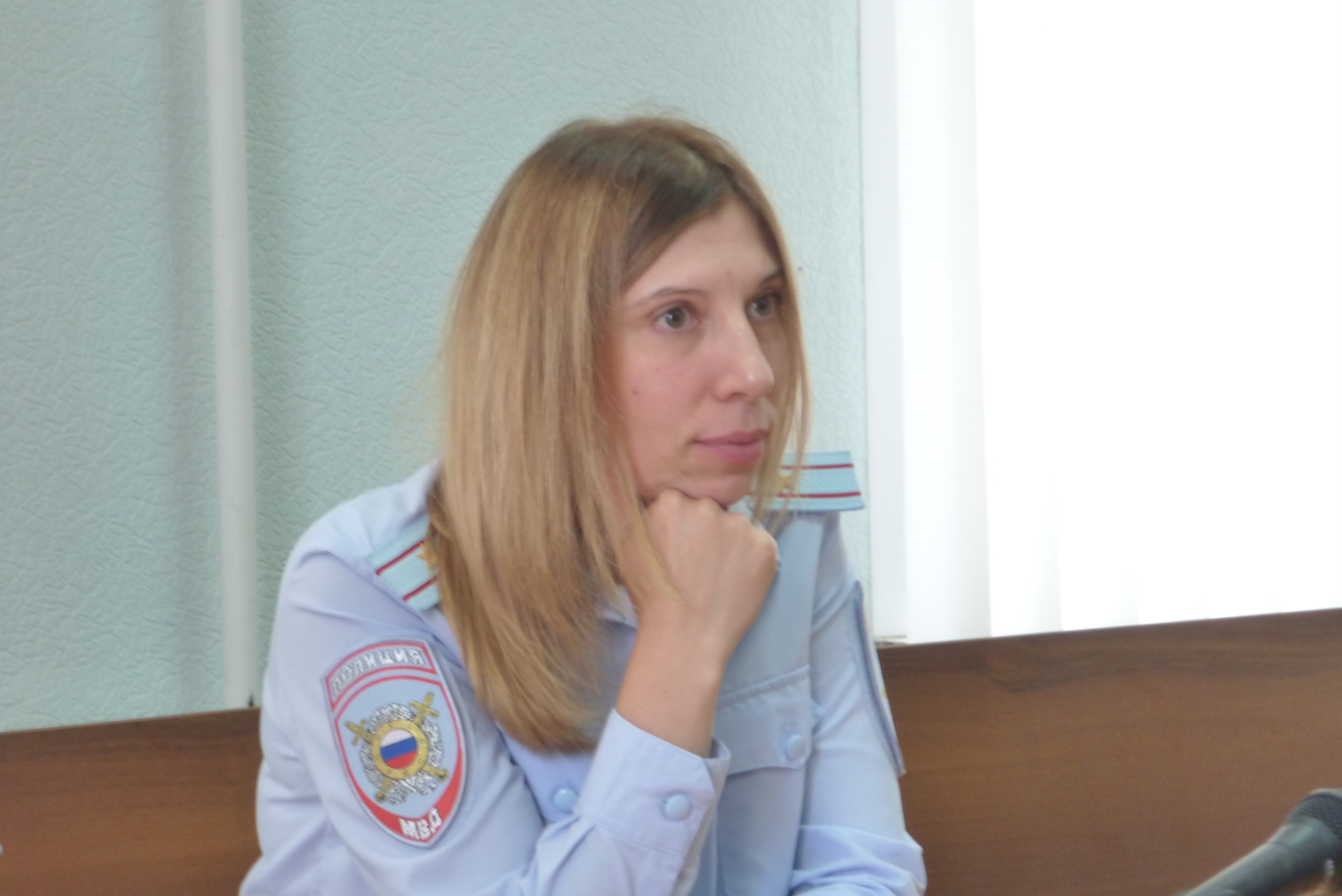
Майор полиции Светлана Бабинова, 10 июня 2019 года

В ходе акции 16 мая 2019 года в сквере был задержан журналист издания «Молния» Владислав Постников, который вёл трансляцию с места событий. Майор полиции Светлана Бабинова, которой Постников показал журналистское удостоверение, посоветовала ему засунуть этот документ в одно место. Постникова доставили в отдел полиции вместе с остальными задержанными. Однако затем отпустили без составления протокола по статье 20.2 КоАП РФ. Постников обжаловал действия полиции в суде. В марте 2020 года Свердловский областной суд признал действия полиции по задержанию Постникова законными.

## Освещение протестов в СМИ
Протесты в сквере широко освещались в крупных российских (НТВ, RT, «Коммерсантъ» и другие) и зарубежных (BBC, Радио «Свобода») СМИ.
Заместитель начальника Управления системного мониторинга аппарата губернатора и правительства Свердловской области Дмитрий Попцов в 2020 году отметил, что сюжеты о майской волне протестов в сквере вышли в 2019 году на следующих медиаканалах:
- на федеральных телеканалах («Первый канал», «Россия 1» и др.) и в федеральных СМИ (ТАСС, «Интерфакс», РБК, «Ведомости», «Коммерсантъ», «Комсомольская Правда», «Известия» и другие);
- в зарубежных СМИ («Радио Свобода», Deutsche Welle, Associated Press, BBC, The New York Times, Fox News и других);

— в социальных сетях и блогах (комментарии экспертов и политологов, среди которых Е. Н. Минченко, К. Н. Костин, В. Д. Соловей, М. Ю. Виноградов, Д. И. Орлов, А. Р. Галлямов и другие).
Сообщения о протестах в зарубежных СМИ были с первых дней майской волны противостояния. Так о начале майской волны протестов Associated Press опубликовало сообщение, которое сразу перепечатали The New York Times и Fox News.
Доктора филологических наук Ирина Вепрева и Наталия Купина провели исследование (на основе 3546 источников федеральной и региональной прессы) того, как в СМИ с марта по июль 2019 года освещались протесты в сквере. В результате исследования Вепрева и Купина выделили следующие особенности освещения протестов:
- Достоверное восстановление хронологии протеста;
- Фактографическая последовательность в изложении майских протестов и об увеличении числа «защитников сквера»;
- Ценностная обработка имеющегося фактологического материала. Например, в текстах СМИ описано развитие включённой в ситуацию протеста оппозиции: возвести — повалить — разрушить — поставить на место (забор);
- Экспрессивные газетные заголовки и заголовочные комплексы как компрессированные тексты;
- Традиционная метафора дороги: «неровная дорога к храму», «дорога к храму идёт через сквер», «какая дорога уводит нас от храма?», «дорога к скверу»;
- Трактовка альтернативного развития событий как драматического: «о храме и драме», «Драма Храма на Драме», «Страсти по храму; Не ослабевает накал страстей», «Везде, как в Екатеринбурге, может быть выплеск народного пара»;
- Языковую игру, основанную на омонимии корня «сквер»: «Скверная история» (этот заголовок передавал прямую отрицательную оценку протестных акций «защитников сквера»), «Социальный протест скверного типа», «Скверный майданчик». И как ответ «Скверный храм», «Скверохрам», «Полиция ограничила свободу сквероисповедания», «Передовые отряды Храмостроя»;
- В ряде текстов исчезает смысловой центр конфликта (место строительства храма), а стороны конфликта названы противниками строительства храма и сторонниками;
- Часть газетных заголовков подчёркивала, что защитники сквера не являлись «храмоборцами», а отстаивали неприкосновенность места — небольшой зелёной площадки;
- Недоумение от позиции защитников сквера — неказистого клочка земли в центре Екатеринбурга. Небольшая площадь сквера вызывала сомнения в искренности протестующих, которых называли иного «псевдоэкологами» (то есть людьми, которые занимаются не экологией, а политикой);
- Транслируется мысль, что протест екатеринбуржцев — это борьба за гражданские права, что экологический протест («Спаси дерево!») перерос в политический, а борьба за сквер — в борьбу за расширение демократических прав и свобод;
- Противников строительства в СМИ называли защитниками сквера (чаще всего), борцами за сквер (нередко иронически), спасителями сквера и деревьев, обнимашками (от лозунга «Обними дерево!»). Протестующих описывали как группу агрессивно настроенной молодёжи («скверная группа», «экзальтированные молодые люди», «недовольная молодёжь», «отмороженные персонажи», «добрые молодцы с зелёными кудрями», «молодые люди без определённых занятий», «неокрепшие головы»);
- Острое неприятие к речёвкам «Кто не скачет, тот за храм!»;
- В публикациях фиксировался религиозный мотив — протестующие характеризовались как безбожники, храмоборцы, воинствующие атеисты;
- Вопрос об организации акции. В СМИ отразились противоположные точки зрения об организации (стихийности) акции. Первая точка зрения — волнения в Екатеринбурге — это стихийный протест горожан. Вторая точка зрения — волнения были хорошо организованной акцией;
- Эпохальность событий в Екатеринбурге и необходимость извлечь определённые уроки, развивать демократические основы гражданского общества.

Первая годовщина протестов также вызвала появление ряда аналитических статей в СМИ — о годе, прошедшем со дня завершения протестов написали аналитические статьи «Комсомольская правда», Регнум. Местные СМИ в первую годовщину протестов собрали и опубликовали воспоминания участников противостояния в сквере.
Писали СМИ об екатеринбургских протестах также спустя более, чем год после их завершения — в связи с различными событиями в России. В сентябре 2020 года «Российская газета» привела в связи с конфликтом вокруг воронежского природного парка «Северный лес» мнение Надежды Косаревой, президента фонда «Институт экономики города» о том, что в России когда протест доходит до президента страны, как было в Екатеринбурге со строительством храма в парке, то власти идут на уступки. В октябре 2020 года радио «Свобода» называло задержания в сквере Екатеринбурга в 2019 году примером нарушения свободы собраний наравне с «мусорными» протестами в Шиесе и московскими протестами 2019 года.
Подводя итог деятельности Высокинского на посту главы Екатеринбурга (в связи с отставкой Высокинского в декабре 2020 года) «Московский комсомолец» упоминал в числе громких скандалов, произошедших за время этой деятельности конфликт в сквере Екатеринбурга.
Осенью 2020 года крупные федеральные СМИ продолжали писать об новых уголовных делах в отношении участников протестов (Максима Шибанова, Ярослава Ширшикова), сопровождая рассказ кратким описанием произошедших в сквере в мае 2019 года событий. При этом Шибанов ещё летом 2020 года выступил в связи со своим уголовным делом в ток-шоу «Пусть говорят».

## Оценки политологов
Екатерина Шульман в мае 2019 года отметила, что екатеринбургский протест — «чрезвычайно типичен» и представлял собой «городской ситуативный протест». Власти в Екатеринбурге, по мнению Шульман, «сделали все ошибки из возможных»: провели безуспешные переговоры и применили разгон.
Фонд защиты национальных ценностей и Агентство социального инжиниринга провели 12 декабря 2019 года первую встречу «Лаборатории современных революций», на которой был прочитан доклад о протестах в сквере Екатеринбурга. В этом докладе отмечалось, что протесты в сквере были организованными, превратились в гражданское противостояние «народ против региональной власти», которое вышло на федеральный уровень, поставив федеральную власть перед выбором: либо «пресечь зарвавшуюся местную власть» (признав её «несостоятельность и некомпетентность») или «подавить справедливое народное недовольство».
Исследователь Кирилл Макаренко так описал схему разрешения конфликта в екатеринбургском сквере: российские гражданские активисты прибегли к политизации протеста с целью повышения резонанса и придания ему большей заметности (значимости), а Путин с целью недопущения возникновения новых субъектов в политическом поле, поэтому решил проблему через проведение опроса жителей, сохранив status quo, после чего последовала постепенная «деполитизация» вопроса с переводом его решения на муниципальный уровень.
В августе 2019 года исследователи из Института философии и права УрО РАН провели серию из 20 анонимных интервью с участниками протестов, по результатам которых выявили, что протест носил ценностый, или постматериалистический характер. Среди своих основных мотивов участники указывали следующие: «недовольство посягательством на пространство, с которым они связывают личные истории», «сквер — безусловная ценность, которая для центра города важнее, чем храм», «мнение горожан не было услышано». Согласно исследованию, именно гипертрофирование мотива «власть нас не слышит» привело к радикализации протеста.

## В культуре

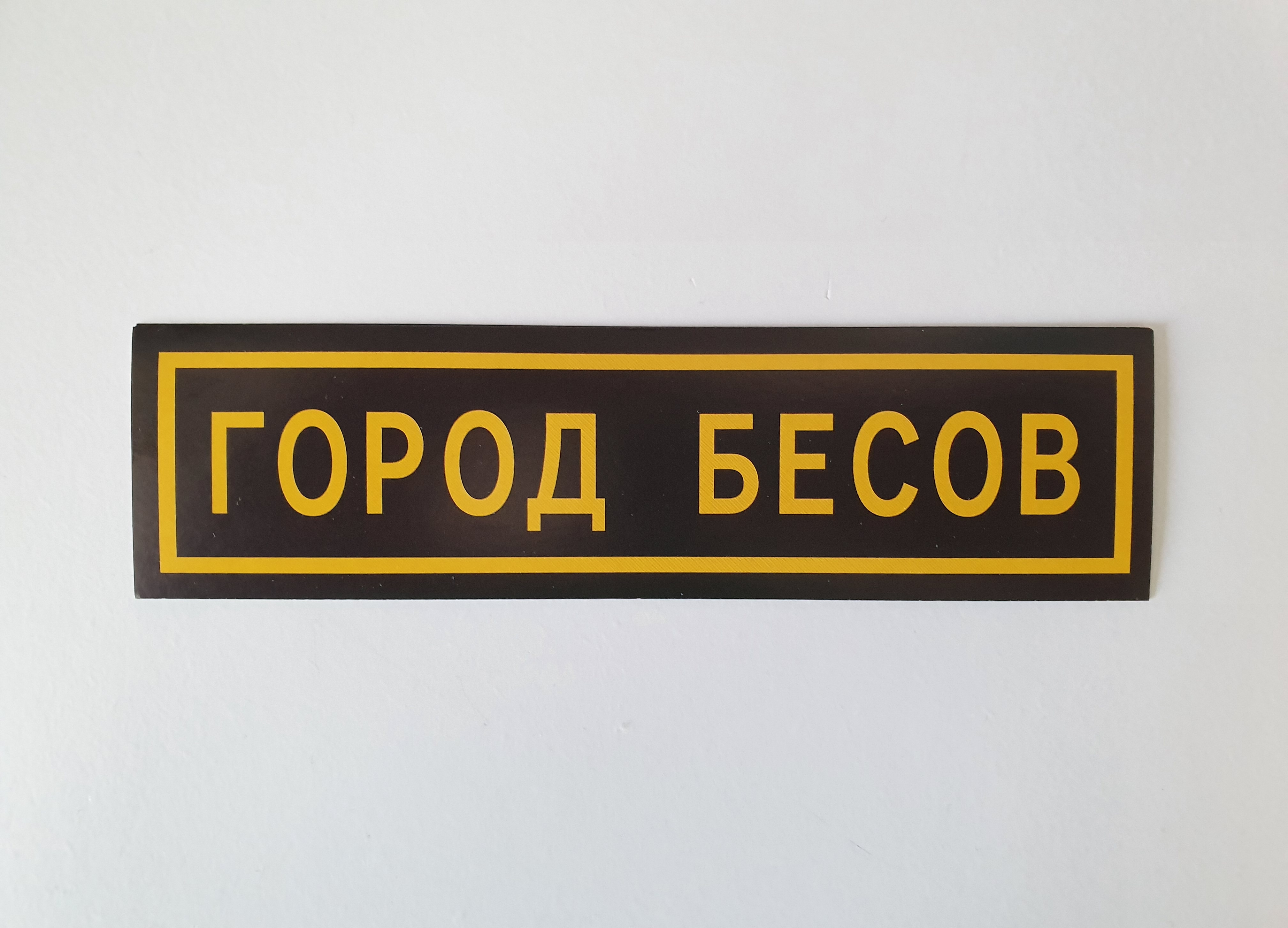
Стикер «Город бесов»

В результате протестов Екатеринбург приобрёл новый символ — «Город бесов», представляющий собой чёрный стикер с выше упомянутой фразой жёлтого цвета. Этот символ и прозвище были присвоены городу после комментария российского журналиста Владимира Соловьёва в котором он называл Екатеринбург «Городом бесов».
1 августа 2020 года в сквере банк «Точка» установил арт-объект «Скажи это делом», напоминающих по форме упавший забор. Через два часа после установки по решению властей Екатеринбурга арт-объект демонтировали.
Протесты в сквере привели к разногласиям среди деятелей культуры. Рэп-исполнитель и поэт Наум Блик опубликовал открытое письмо Владимиру Шахрину, который поддерживал строительство храма. В 2019 году Наум Блик создал свой сингл «Скверу быть».
Часть деятелей культуры поддерживала строительство храма в сквере. В частности, помимо Владимира Шахрина, строительство храма поддерживал бывший коллега Наума Блика по Ek-Playaz MC Nastoyatel.
В 2019 году режиссер Иван Соснин снял короткометражный фильм «Урок экологии»: об учителе биологии, который в знак протеста против строительства в городском парке торгового центра поставил там палатку и стал проводить уроки вместе с детьми. Другие учителя последовали его примеру — стали вести свои уроки в этом парке. В итоге, от строительства торгового центра в парке отказались. Фильм был вдохновлен протестами в сквере Екатеринбурга. Соснин сообщил об этом следующее:

Наши ребята находились в самом пекле и ежедневно вели трансляции с места событий. И все это было так ярко, так смело, что хотелось хоть как-то запечатлеть это событие, зафиксировать в своей памяти, поблагодарить жителей нашего любимого города…
Съемки «Урока экологии» шли в одном из парков Екатеринбурга и разрешение на съемку дала Администрация Екатеринбурга (которой создатели фильма показали сценарий). В титрах фильма «Урок экологии» содержится благодарность в связи с этим разрешением Александру Высокинскому.